# 马萨诸塞湾交通局
马萨诸塞湾交通局（英語：Massachusetts Bay Transportation Authority，简称MBTA，俗称“The T”）成立于1964年，是马萨诸塞州交通部（英語：Massachusetts Bay Transportation Authority）的分支机构，负责运营马萨诸塞州大波士顿地区公共交通服务的公共机构。波士顿地区早期的公共交通服务由私营公司独立运营，这些公司大多数于1947年合并，共同组成了大都会运输管理局（英語：Metropolitan Transportation Authority），简称MTA。1964年，马萨诸塞州联邦（英語：Commonwealth of Massachusetts）成立独立部门接管大都会运输管理局，并将服务范围扩大至整个都会区。马萨诸塞湾交通局于2009年正式成为马萨诸塞州交通部的分支机构。
马萨诸塞湾交通局和费城的宾夕法尼亚州东南地区交通局（SEPTA）是美国仅有的，同时运营全部5种主要地面公共交通工具的公共机构。分别运营有轻轨（阿什蒙特－马塔潘高速线和绿线）、高运量列车（波士顿地铁蓝线、橙线和红线）、区域铁路列车（波士顿通勤铁路）、无轨电车（银线）和公共汽车（波士顿公共汽车）。2016年，该公共交通系统的工作日的平均运送量为127万7200人次。其中高运量系统（重铁）平均运送55万2500人次，轻轨系统运送22万6500人次。这使得其成为美国美国地铁列表和最繁忙的轻轨系统。
马萨诸塞湾交通局是马萨诸塞州最大的电力消耗者也是该州第二大的土地持有者（仅次于马萨诸塞州休闲与保护区部门）。
2007年，马萨诸塞湾交通局的压缩天然气车队替代燃料消耗量排名全美第一。除此以外，马萨诸塞湾交通局有其独立的执法机构，命名为马萨诸塞湾交通局警察署（英語：Massachusetts Bay Transportation Authority Police）。

## 历史

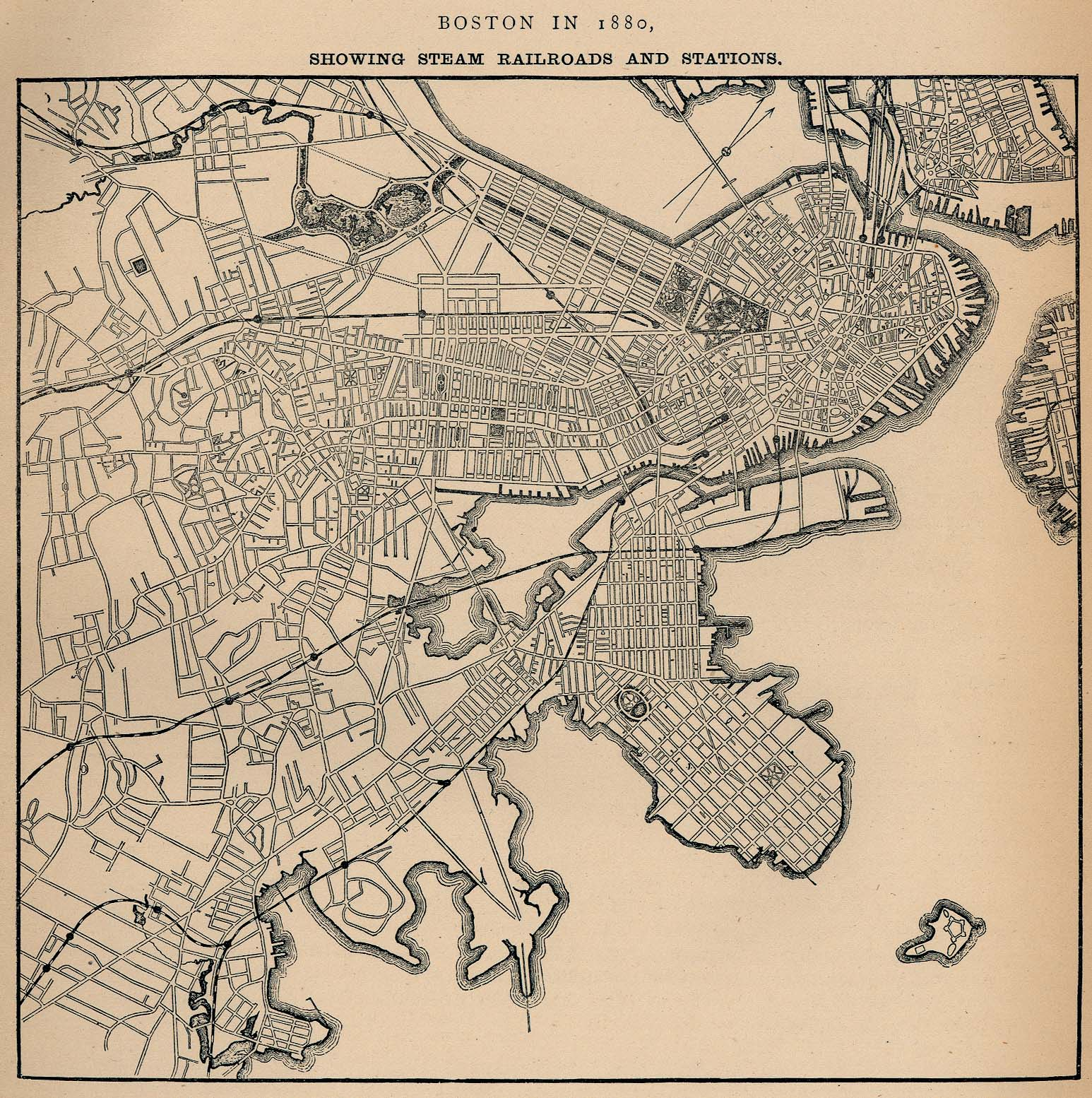
1880年波士顿蒸汽铁路。摘自美国人口调查局。

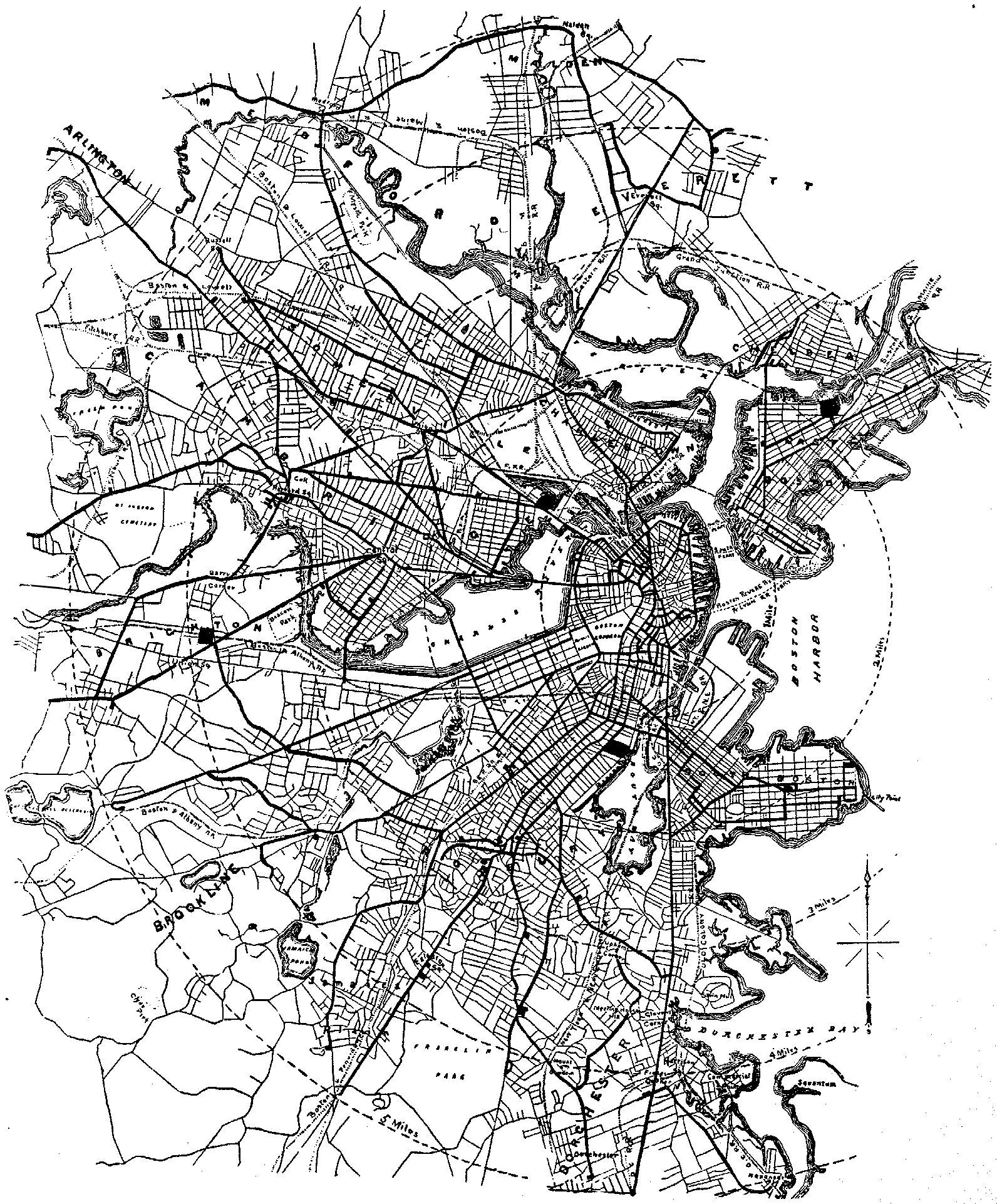
1885年规划的West End街铁路系统。这些线路于1887年完工。参见1880年马拉铁轨地图

在过去，波士顿的大众运输是由私营公司运营的。本州的立法机构赋予了它们有限的垄断权和土地征收权，以便建立通行道路。直到1947年，大都会运输管理局(MTA)的成立才取消将此特权。大众运输的发展遵从了经济和人口的发展，反过来也促进了经济和人口的增长。

### 铁路
蒸汽机车的发明使得大众运输成为可能。1830年，波士顿至洛厄尔铁路的建成，标志着美国城际铁路发展的开始。洛厄尔是马萨诸塞州北部梅里马克山谷边最主要的纺织品生产城市。而这条私营铁路作为北美最古老的线路之一，将波士顿与洛厄尔连接在了一起。如今的这条铁路线大部分被改造成马萨诸塞湾交通局的通勤铁路，一小半成了波士顿轻轨绿线D支线的一部分。

### 有轨电车
1856年3月26日，波士顿隔岸的剑桥市开通了剑桥铁路，波士顿街头也出现了大量有轨电车。虽然运营有轨电车的公司相互合并或倒闭消失，最早的动物牵引车厢也换成了电力推进，但波士顿仍是世界上持续运行有轨电车最久的城市。

### 地铁和高架线

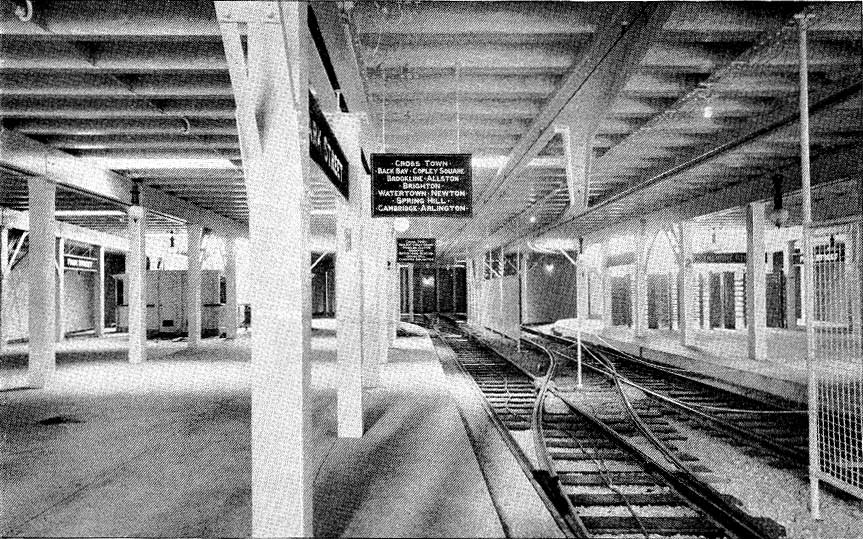
绿线的公园街站，照片拍摄于1898年前后车站刚刚开通不久。

大量有轨电车将波士顿市中心堵成一团，1897年城市将部分线路埋入地底成为地铁，1901年将部分线路架空成为高架线路。波士顿的特莱蒙街地铁因此成为了美国第一条快速运输系统隧道。交通立体化避开了城区内拥堵的交叉口，有效的解决了因堵车造成的延误。波士顿的第一条高架铁路和地铁比纽约地铁第一条地下线路还要早三年建成，但是依旧比伦敦地铁第一条地下线路晚了34年。纽约曼哈顿岛的第一条高架线路第九大道线于1868年7月1日开始运营，远比波士顿的第一条高架线路早。
为了绕过地面交通，隧道的两端继续延长。为了更快更好地为市中心的居民服务，运营公司拆除了地面轨道，并继续发展立体交通。波士顿最后一条被升高的轨道是橙线：它的北端于1975年从埃弗雷特延伸至莫尔登的橡树林站，南端于1987年延伸至西南走廊。绿线的科斯威街高架线一直使用到2004年，随后被埋入隧道，通过一个斜坡与莱希米尔高架桥相连。

### 公共机构

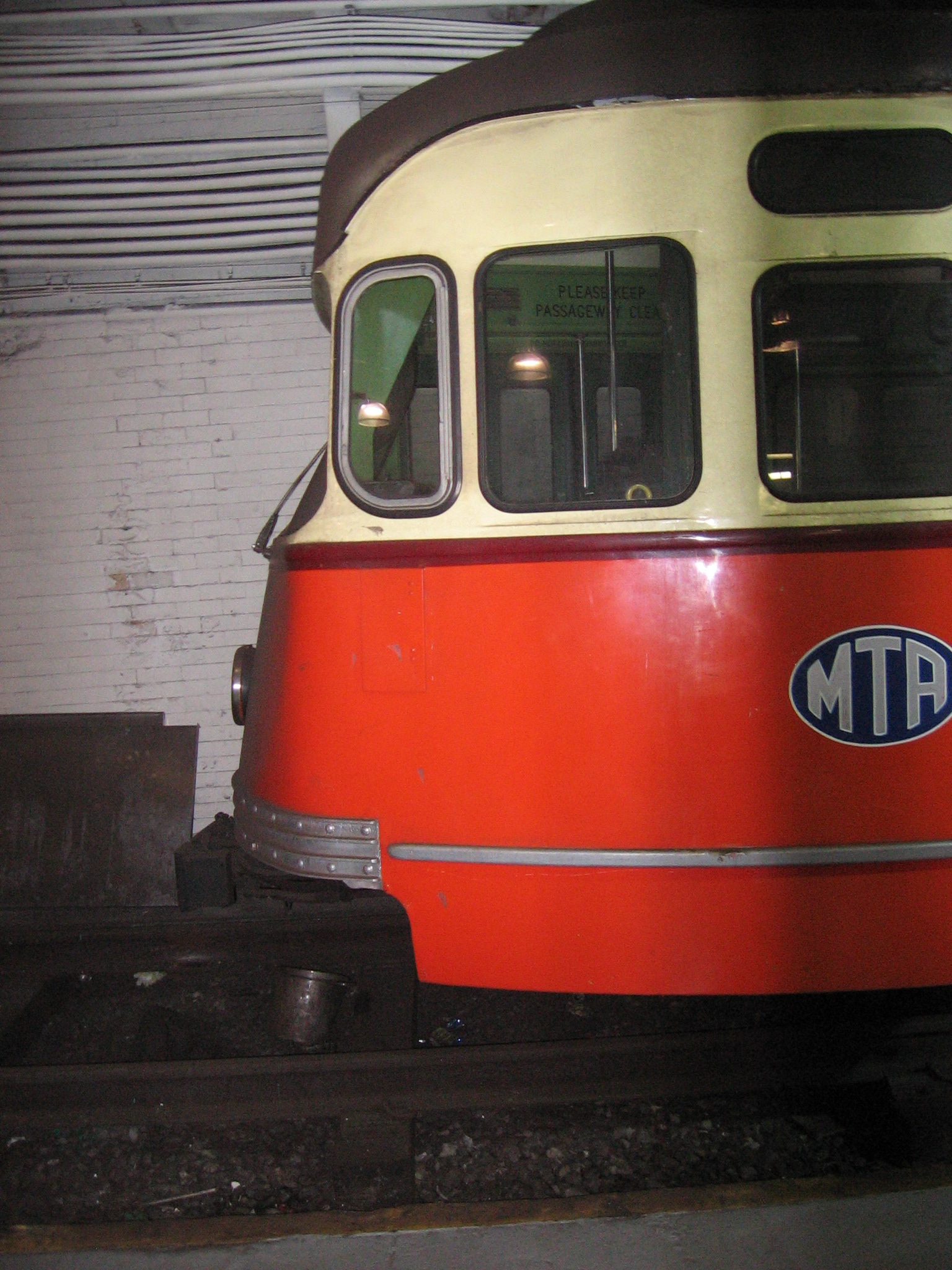
保存下来的3295号PCC有轨电车,上面装有椭圆形的"MTA"标志。

大都会运输管理局的标志。它是马萨诸塞湾交通局的前身。该图形的更新版本依旧出现在阿什蒙特－马塔潘高速线的车辆上。

旧的高架铁路有碍市容，而且在波士顿扭曲的街道上经常需要急转弯。大西洋大道铁路由于乘坐人数下降，于1938年关闭并于1942年拆除。由于汽车的保有量增加，客运服务越来越无利可图，政府接手了轨道以阻止进一步的废弃和拆除行为。1947年，大都会运输管理局(MTA)从波士顿高架铁路公司购买并且接管了地铁、高架、有轨电车和公交车的运营。

20世纪50年代，大都会交通署开通了地铁的延长线。最后两条通往特莱蒙街地铁普莱森特街隧道入口的有轨电车于1953年和1962年被公交车所替代。1958年，MTA从波士顿高架铁路公司购买了高地分支线路，经过一年改造成波士顿轻轨绿线D支线后重新开放。

20世纪60年代，大都会交通署的运营相对得稳定，然而私营通勤铁路却越来越惨淡。纽黑文铁路、纽约中央铁路、波缅铁路(波士顿和缅因州铁路、B&M)在财政上均举步维艰。由于经费问题，维护被推迟大大损害列干线的运行，支线也被纷纷关闭。1945年的柯立芝委员会(Coolidge Commission)预计大多数通勤铁路将会被更短的快捷运输所取代，或者缩减其服务范围。旧殖民地铁路系统的客运线服务于的东南部，1959年，纽黑文铁路公司将其完全抛弃以减轻财政负担，引发了政府的介入。1963年1月至1964年3月期间，大众运输委员会对B&M和纽黑文铁路系统的票价和服务水平进行了测试。测试结果显示，运营通勤铁路十分重要，但是铁路系统自身在财务上无法依靠车票等手段自我维持。大众运输委员会(MTC)建议将通勤铁路纳入大都会交通署的业务领域。

1964年8月3日，马萨诸塞湾交通局继承了大都会交通署的衣钵，扩大其服务范围，并对通勤铁路的运营进行补贴。其服务范围由原先的14个区域拓展到78个城镇。在与区域外城镇签订合同时，有数条线路被削减。麻州中部线的城外段、西梅德韦支线、布莱克斯托线和波缅铁路新罕布什尔州服务段被暂时性的削减。尽管铁路每天只运行一个往返(早高峰去程发往波士顿，晚高峰回到市郊)，它们在1965年至1976年期间相继永久停运。马萨诸塞湾交通局于1973年购买了宾州中央公司通勤铁路线(纽约中央车站至纽黑文)，于1976年4月收购了宾州中央公司的设备，于1976年12月收购了波缅铁路的通勤铁路资产。这些收购将铁路系统收归国有，私营公司仅作为运营商。1976年之后。只有两条铁路线遭到废弃。雷克星顿支线每日只运行一个往返，在1977年1月的暴风雪中被阻断后被废弃。洛厄尔线的沃本支线由于铁轨状况过差于1981年1月被废弃。

1965年，马萨诸塞湾交通局为其四条快捷运输线标识了颜色，并从北向南为绿线分支增加字母编号。有轨列车车辆的短缺和其他因素迫使交通局用公交车替换了绿线的两条分支。1969年，绿线A支线停运并由57路公交完全替代。1985年，绿线E支线的希思街站至安博维站段由39路公交替代。马萨诸塞湾交通局于1968年收购了远郊至东马萨诸塞大街铁路的公交线。由于乘客稀少或运营成本增加，很多远郊线路在收购的前后都相继消失。
20世纪70年代，波士顿交通规划评估重新评定了大众运输系统和高速公路在区域中的作用，进一步促进了马萨诸塞湾交通局的发展。州政府暂停了128州道内的高速公路建设，沃里斯-斯基德莫尔(Voorhees-Skidmore)、奥因斯(Owings)和美林(Merrill-ESL)顾问团队设计了多条轨道交通，继续对高架铁路线进行拆除。1987年，华盛顿大街高架车站拆除，轨道交通不再服务罗克斯伯里街区。1971年至1985年，地铁红线同时向南北两端延伸，不仅扩大了地铁的覆盖范围，还在数个车站兴建了停车楼。

#### 回扣丑闻
1980年至1981年期间，时任马萨诸塞州交通部部长兼马萨诸塞湾交通局主席的巴里·洛克(Barry Locke)和马萨诸塞湾交通局地产部助理主任弗兰克·沃尔特斯(Frank J. Walters, Jr.)爆出利用职务之便收受回扣的丑闻。时任马萨诸塞湾交通局总经理的詹姆斯·奥利里(James O'Leary)，偶然中打来了本该交给洛克的信件，并发现部分回扣。共有17人及一家公司因商业贿赂被起诉。洛克被判犯有5项贿赂罪，处以7-10年有期徒刑。他是马萨诸塞州自1970年州政府采用内阁制度后，唯一一位在任期间被判有重罪的内阁部长。

### 21世纪
截至1999年，马萨诸塞湾交通局通过通勤铁路线将服务区域扩展至175个市镇。

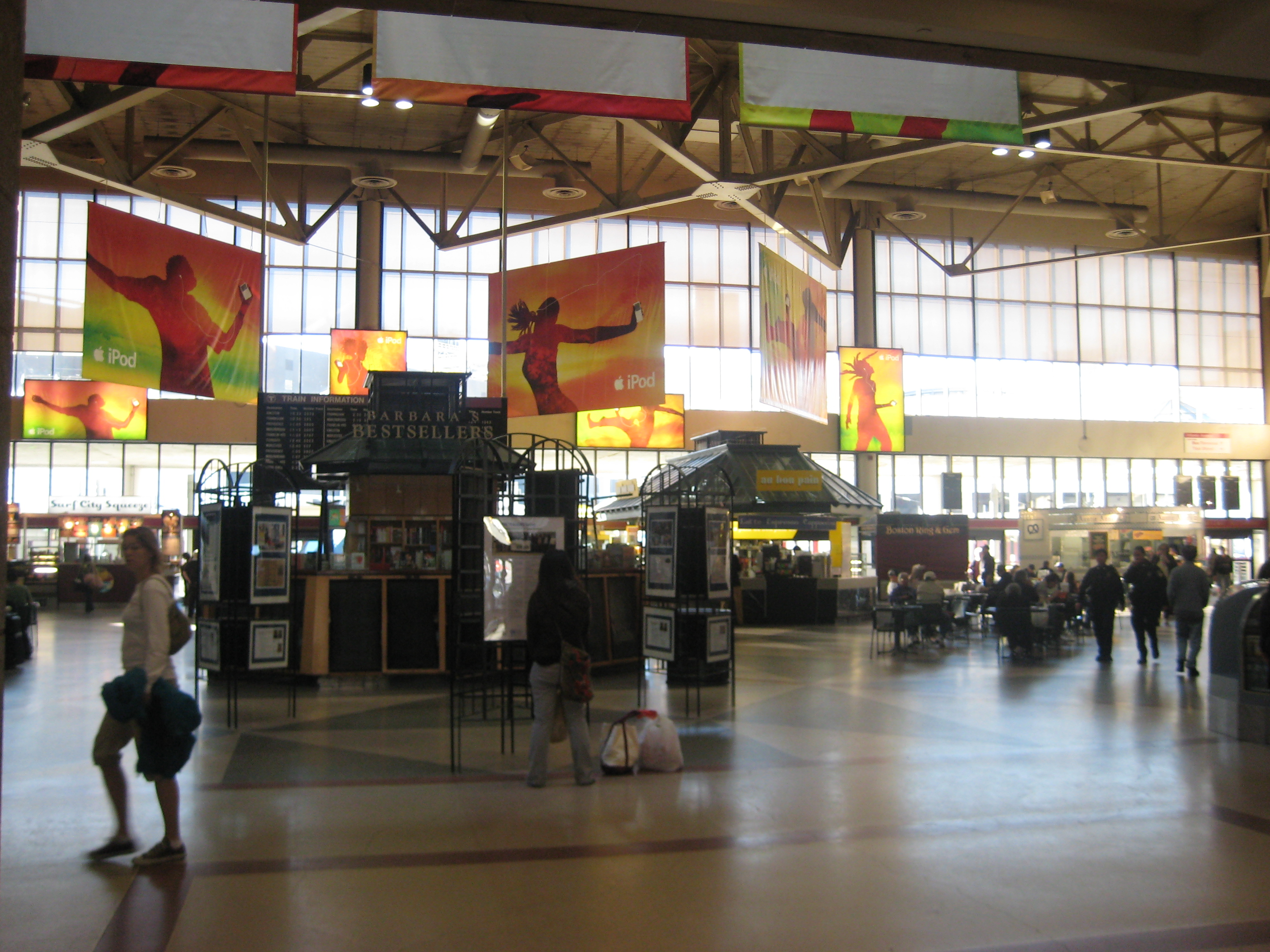
波士顿南站内景，该车站是MBTA、美国国铁(Amtrak)和波士顿南站长途客运站换乘枢纽。

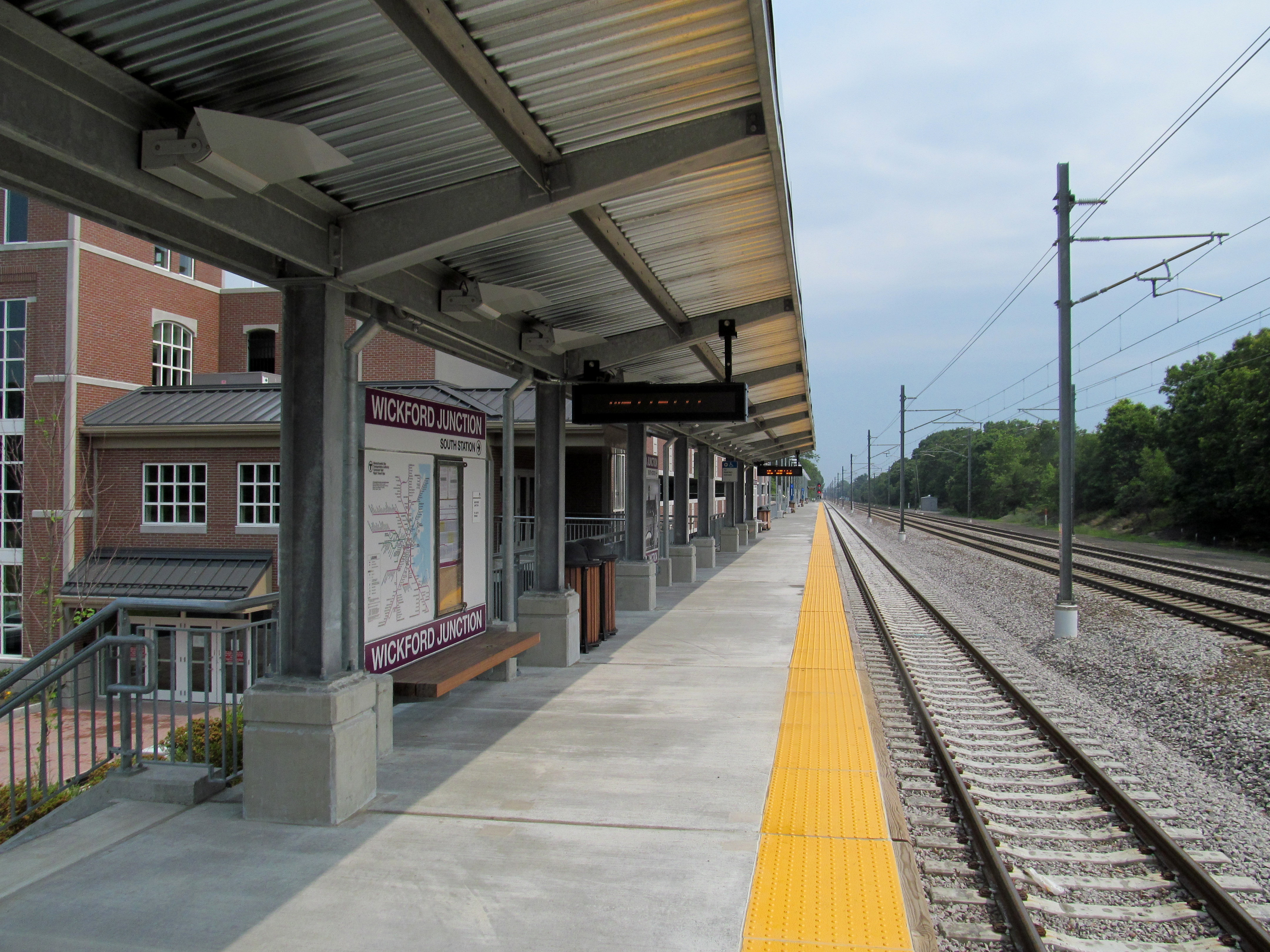
罗德岛州北金斯敦的威克福德交汇口站，于2012年开放

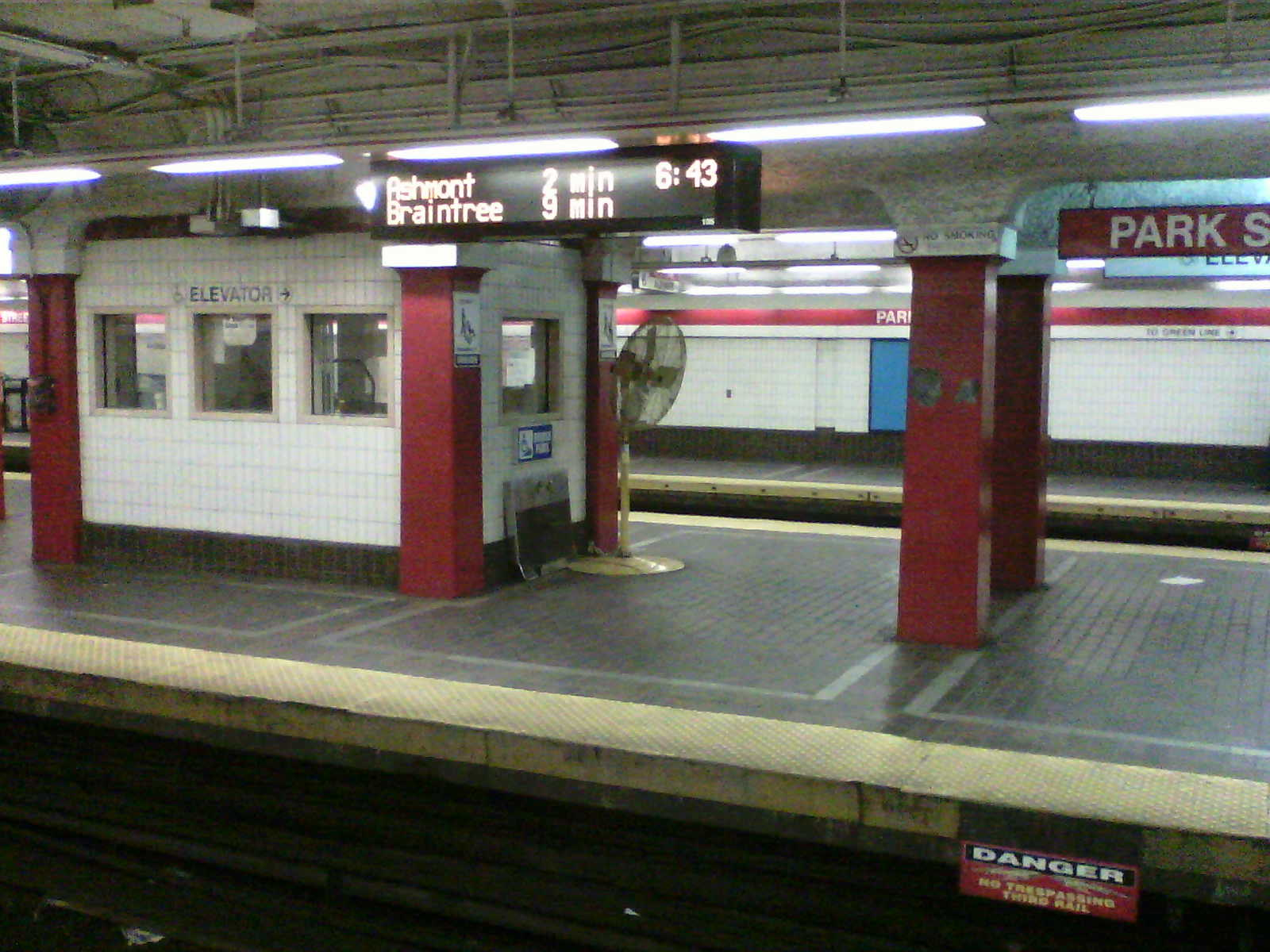
装有达科电子倒计时站牌的公园街站红线南行方向站台。在延期数年后，第一个倒计时站牌于2012年正式激活。

财政拨款在2000年发生了改变。2000年7月1日之前，马萨诸塞湾交通局超出车票净收益的所有额外开支都由马萨诸塞州联邦政府报销。自那天之后，马萨诸塞湾交通局资金来源为所服务城镇评估的金额，外加5%州营业税的20%，靠这种“远期资金”预算维持。
联邦政府将一项重要任务交给了马萨诸塞湾交通局：拓展公共交通以减少波士顿大开掘(Big Dig)工程实施中日益增加的汽车尾气污染。然而大开掘工程资金中并不给马萨诸塞湾交通局拨款，马萨诸塞湾交通局所能运用的资源极其有限。即便大波士顿地区是美国增长最慢的几个大都会之一，马萨诸塞湾交通局还是成为了1988年后美国扩张最快的公共交通系统。快速发展的后果就是日益增加的债务，2007年1月1日马萨诸塞湾交通局的债务攀升速度十分可观。
2006年，MetroWest区域交通管理局将部分城镇从马萨诸塞湾交通局的服务中剥离出来，马萨诸塞湾交通局获得的预算并没有什么改变。第二年，马萨诸塞湾交通局将通勤铁路服务延伸至斯基尤特的格林布什区域，这是旧殖民地线的第三条分支。罗德岛州于2010年出资将普罗维登斯/斯托顿线延伸至西奥多·弗朗西斯·格林机场，于2012年延伸至威克福德交汇口。2012年11月，费尔芒特线上新增了塔尔博特大道车站。
2009年6月26日，州长德瓦尔·帕特里克签署法令将马萨诸塞湾交通局和其他运输机构归为马萨诸塞州交通部(MassDOT)管辖，马萨诸塞湾交通局成为交通部的大众运输部门(MassTrans)。交通法保留了马萨诸塞湾交通局的组织架构，但是将其董事会改为州长任命的5名交通部董事会成员。

#### 查利·贝克在任期间(2015年至今)
2015年2月，波士顿破纪录的降雪导致波士顿地铁服务全线延误。MBTA系统长期运行和财政方便的诸多问题引起公众的关注。马萨诸塞州州长查利·贝克表示他暂时不愿谈论马萨诸塞湾交通局的财政问题，但是“未来几周会有更多消息公布”。贝克随后宣布成立一个特别顾问小组来诊断马萨诸塞湾交通局的问题，撰写报告并提出解决方案。特别顾问小组于15年4月发布报告，次月贝克任命了一位新的交通部董事，提出了一份五年计划应对冬季气候灾害。计划花费8300万美元更新基础设施，购置新设备以改善恶劣天气下的运行。
项目于2017年8月开始动工，对罗克斯伯里的拉格尔斯站进行翻新。次年6月，铁绿线延长线开始动工。2018年4月，马萨诸塞湾交通局开通了往返于切尔西站和波士顿南站的银线延长段。

## 服务
2013年MBTA各运输服务乘客运送量份额图

### 公共汽车
参见： 马萨诸塞湾交通局公交列表

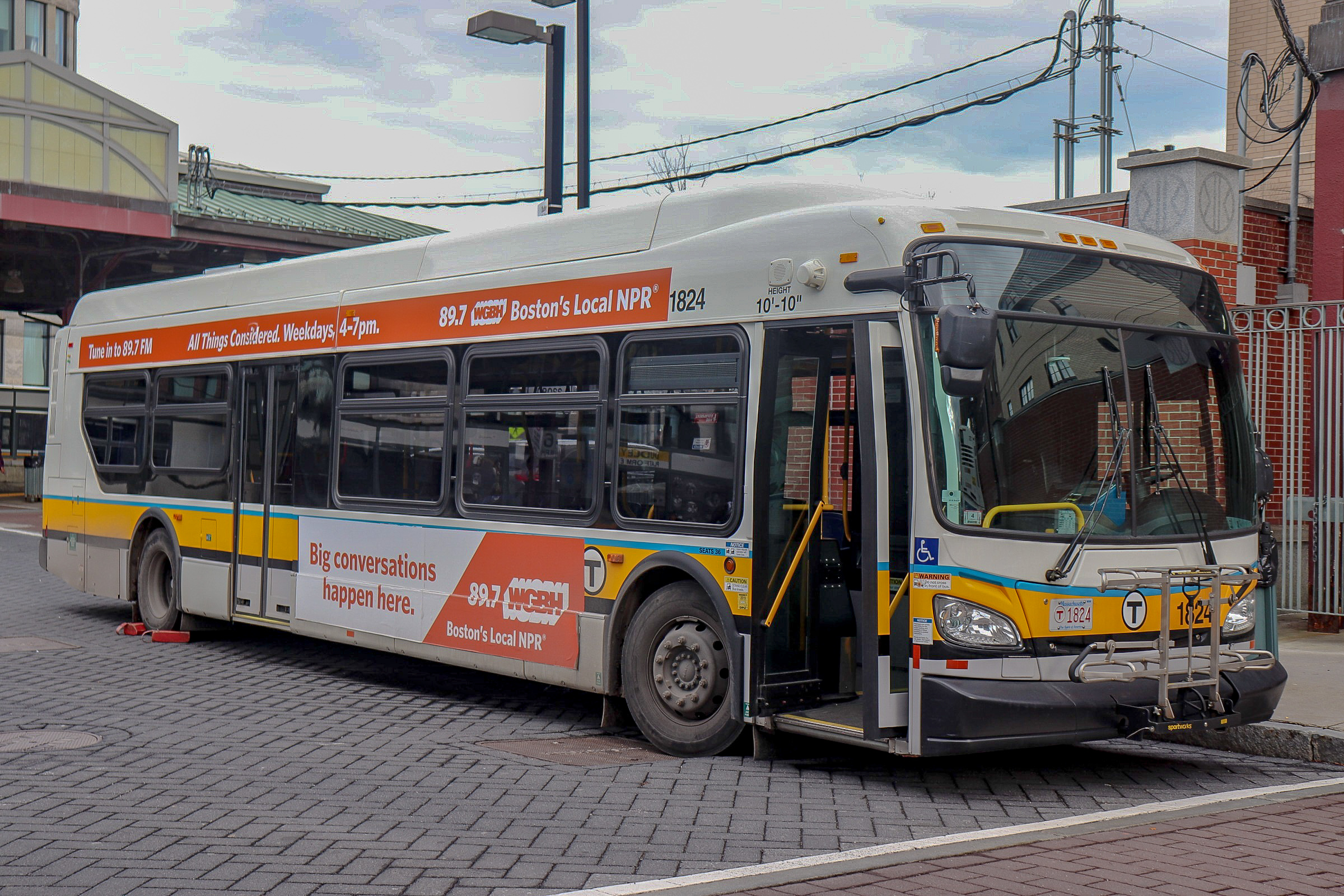
新飞行者 XD40混合动力公交车

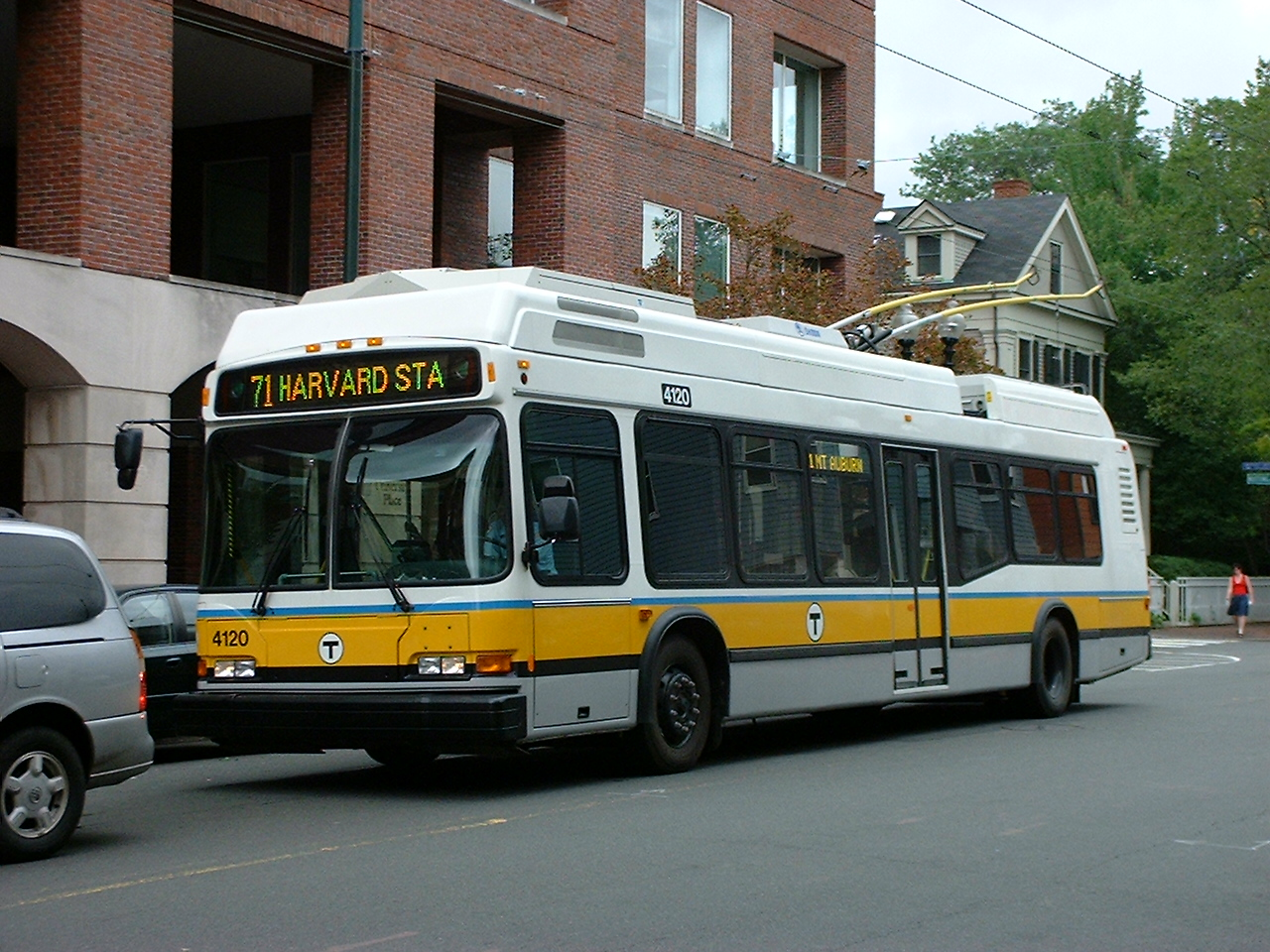
71路使用的AN440LF型无轨电车

MBTA在大波士顿地区运营着超过150条线路，旅客发送量在美国所有公交车系统中排名第六。其公交车服务的地区比地铁和轻轨服务所覆盖的地区略大，远小于通勤铁路的覆盖范围。还有至少八家区域交通管理部门在大都会区运营公交车，它们分别是罗德岛公共交通管理局、布罗克顿地区交通管理局、海角安交通管理局、大阿特尔伯勒汤顿地区交通管理局、洛厄尔地区交通管理局、梅里马克山谷地区交通管理局、蒙塔古塞特地区交通管理局和伍斯特地区交通管理局。这些公交机构的票务结构各不相同，有的将服务转包给私营公交公司。通常情况下，这些公交车将乘客运送到临近的通勤铁路站。
由于地铁票价高于公交票价，如果是使用的查理公交卡，可以免费从地铁换乘当地公交车。反过来，从公交车换乘地铁时，只需补差价。(如果不使用查理卡的话，除了换乘前的公交票外，需要额外支付整张地铁车票)除非用现金购买车票，否则公交车之间的换乘也是免费的。除了当地公交车，马萨诸塞湾交通局也有很多城际公交快线。它们沿着主要高速公路行驶，将波士顿市中心与周边城市连接在一起。城际公交在地图和车站装饰中一般用黄色标注。
尽管在很多方面银线并不太像快速公交，它依旧是马萨诸塞湾交通局的第一条快速公交系统(BRT)。快速公交的第一段于2002年开始运营，代替了原有的49路公交，也代替了橙线的华盛顿大街高架段。线路开通时，银线车票于地铁票价相同，可与地铁进行免费换乘。2007年1月1日之后，票务系统进行修改，银线被分类为公交车，票价也与普通公交车保持一致。银线的华盛顿大街段在市中心的街道大多沿着公交专用道行驶。有两条线路起始于罗克斯伯里的达德利车站，银线5号线(SL5)终点站是市中心十字，银线4号线(SL4)终点站是波士顿南站。
“海滨”(Waterfront)段与2004年底开放，银线1号线(SL1)途径威廉姆斯隧道连接波士顿南站和洛根将军国际机场，银线2号线(SL2)连接波士顿南站和南波士顿湾(设计中心区域)。2018年4月21日，新增的银线3号线(SL3)与银线1号线使用同一条隧道，经停地铁蓝线的机场站，终点站延长至切尔西 (马萨诸塞州)。海滨线的银线车辆使用的是2004-05双模式公交车，在银线隧道内使用无轨电车模式，在隧道外使用柴油发动机。2005年6月开始，连接至洛根国际机场线路正式开始运营。海滨区在票务系统中被归类为“地铁”，并可以在波士顿南站进行换乘。
曾有提议建设“第三阶段”隧道，将两段服务连接在一起，但是由于高昂的造价和对其替代原有高架线路能力的顾虑，使该提议饱受争议。提议的第三阶段隧道由于缺乏资金而暂停，穿过城市的公交线延伸项目——城市环线计划也被搁置。
马萨诸塞湾交通局将部分线路外包给私营公交公司。这些线路被统称为Hi-Ride通勤公交服务，并没有按系统其他的公交服务那样进行编号或在地图上标注。
曾经有段时间波士顿的电车网络十分庞大且辉煌，如今只有四条电车线路依旧以无轨电车的形式继续运行。它们均经过地铁红线哈佛大学站，这意味着如今的波士顿地区，只有哈佛附近才有电车的身影。 (参见大波士顿地区的无轨电车。)
2005财政年度，马萨诸塞湾交通局的公交车和电车(不包含银线)工作日平均发送旅客为36万3500人，占整个系统发送量的31.8%。另有约4400人乘坐私营补充公交线路，占总运送量的0.38%。

### 地铁

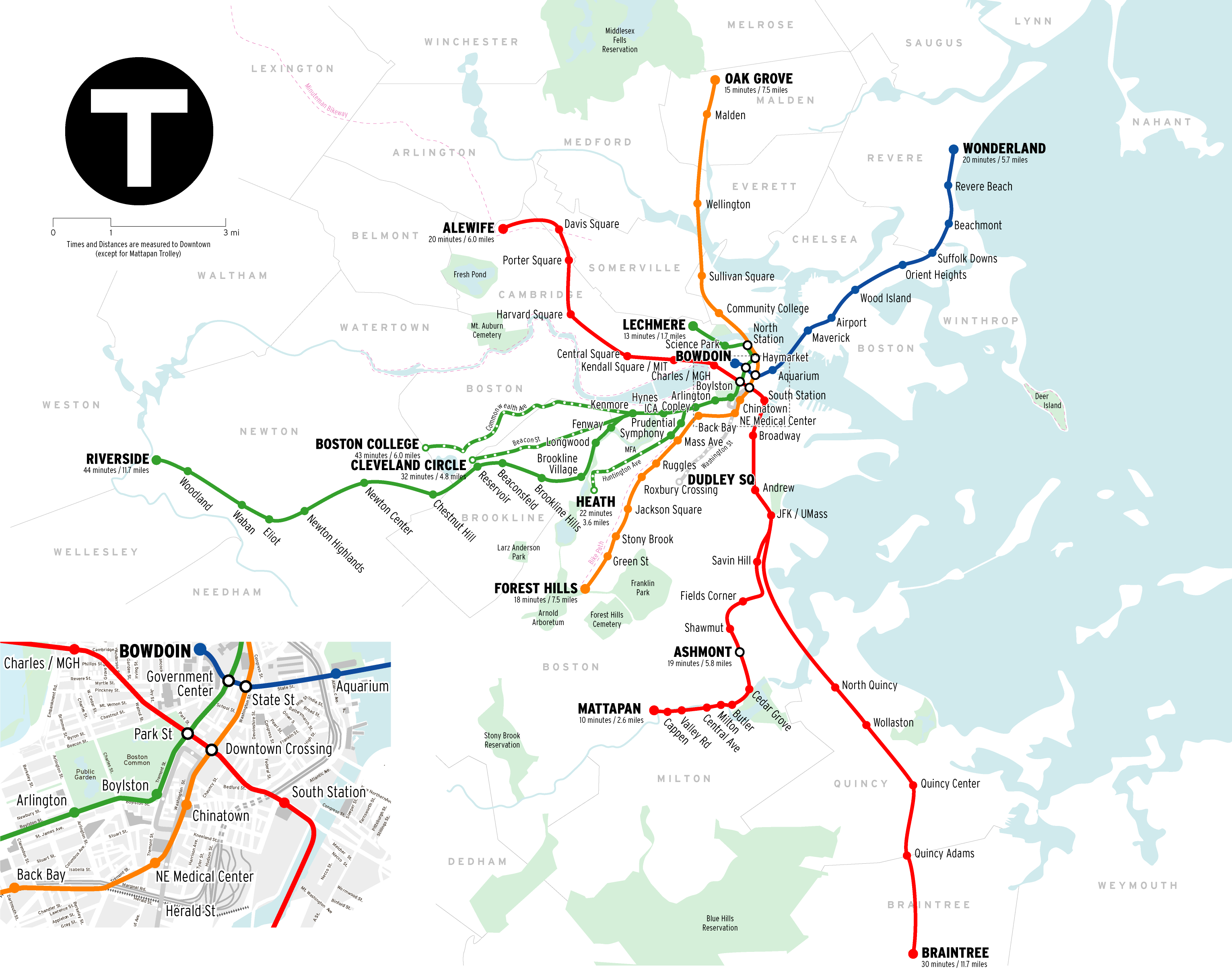
2003年，波士顿地铁系统图

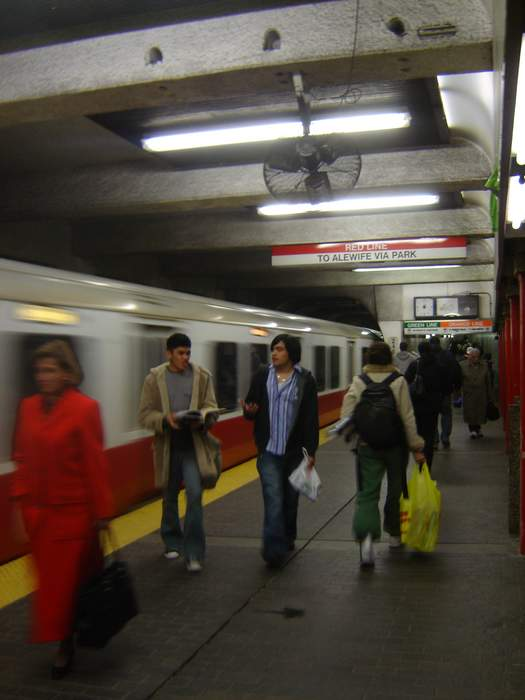
驶过市中心十字站的红线列车。

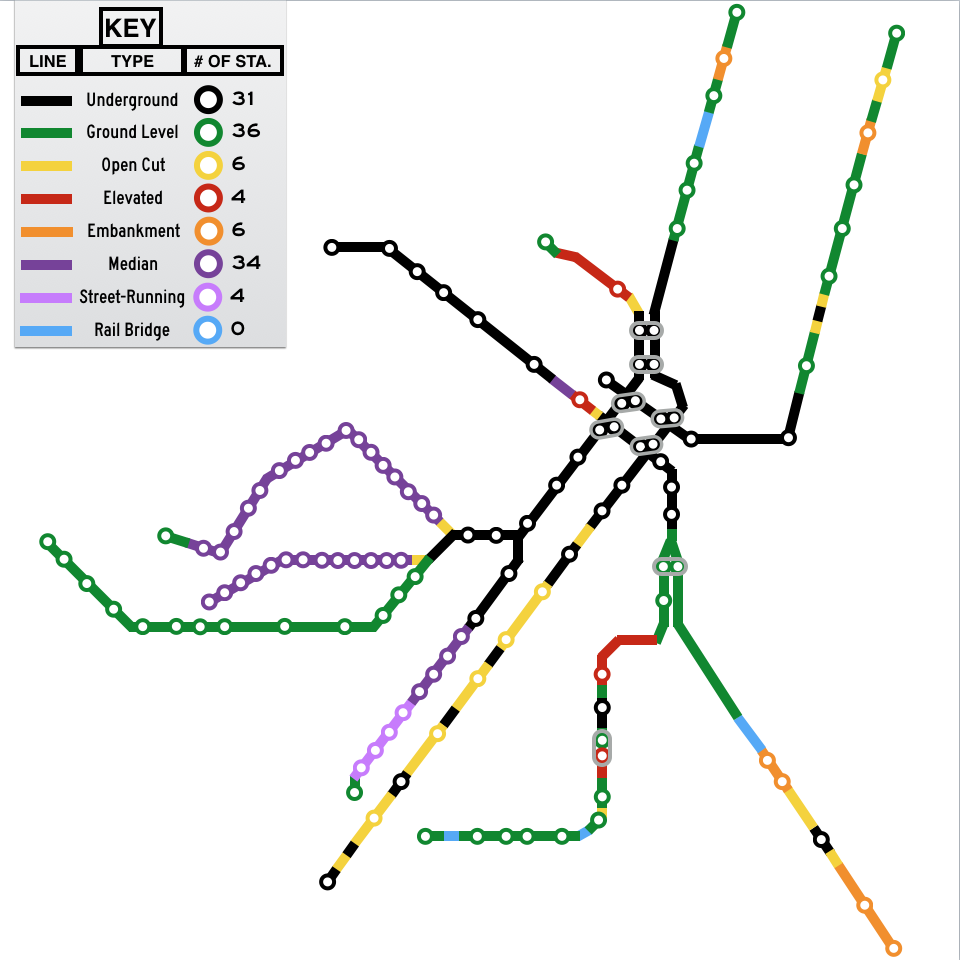
MBTA地铁系统各部分使用的轨道种类。

波士顿的地铁系统有三条重型铁路线（红线、橙线和蓝线），两条轻轨线绿线和阿什蒙特－马塔潘高速线），其中阿什蒙特－马塔潘高速线后来成为红地铁红线的延长线。地铁线路的设计遵循辐条-枢纽分布规范，以波士顿为中心枢纽向周围辐射开来。尽管这些线路有地表部分和地下部分，使用的车辆设备也不一样，但波士顿的居民通常将这四条用颜色标注了的线路统称为“地铁”或者“the T”。
这四条地铁线穿过市中心，形成一个四边形，其中橙线和绿线在这个区域几乎是平行运行的，并可以在市中心北部的两个车站（海马基特站和波士顿北站）换乘。只有地铁红线和蓝线之间没有换乘站。由于地铁线没有完全按照罗盘方位修建，因此地铁行驶方向标注为“出城”（Outbound）和“入城”（Inbound）方向。入城方向列车向市中心换乘站行驶，出城方向由这些交通枢纽驶出。
地铁绿线向西方向有四条支线：B支线（波士顿学院/Boston College）、C支线（克利夫兰环岛/Cleveland Circle）、D支线（河滨/Riverside）和E支线（希思街/Heath Street）。曾经的A支线通往水城广场/Watertown Square，这五条线从北向南依次按字母表顺序标号。E支线曾经更长，一直延伸到森林山站。
地铁红线在波士顿南部有两条支线，分别用终点站阿什蒙特和布伦特里来命名。
1964年大都会交通局重组成立马萨诸塞湾交通局，次年的8月26日，马萨诸塞湾交通局采用了由剑桥七人联合会建筑公司的设计，为线路设定了颜色，并从此成为了这些地铁线的主要标志。橙线被用橙色命名是由于它曾经沿着橙色大街行驶。橙色大街是殖民时期从陆地侧穿过波士顿颈部进入城市的干道，如今是华盛顿大街下半段。绿线用绿色命名是因为它紧邻波士顿绿宝石项链公园系统。蓝线的颜色是源自于地铁从波士顿湾下穿过。地铁红线曾经的北终点站是哈佛大学，而学校的主色调是绯红色。
这四条地铁使用的铁轨都是标准轨距，但是又互不兼容。一条线路上的列车如果想在不同线路上运行，需要进行一些调整。橙线和蓝线列车足够相似，所以曾有考虑过将部分蓝线列车改造后使用在橙线上，但是由于成本问题被驳回。部分西门子公司产的蓝线车厢在正式投入营运前被布置在橙线，于非营运时间进行测试。除了红线和阿什蒙特至马塔潘高速线之间以外，其他线路之间也没有直接的铁轨连接。蓝线与国家铁路系统有连接，但是很少使用，仅用于运送物资和车厢。
地铁绿线公园街站和博伊尔斯顿站之间的绿线隧道四轨道段于1897年开通，是美国最早的地铁，如今是美国国家历史名胜。市中心地铁绿线、橙线、蓝线和红线使用的隧道在1912年前相继投入运营。对地铁网络的延长工程大多发生在20世纪和21世纪，包括银线快速公交系统和规划中的绿线延长线。（参见历史和未来规划部分。）
2005财年，地铁和轻轨线（包括银线快速公交系统）的工作日平均客流量为62万8400人，占整个马萨诸塞湾交通局系统客运量的55%。
2014年1月29日，马萨诸塞湾交通局为其重型轨道地铁线（红线、蓝线和橙线）的全部53座地铁站新增了倒计时显示系统，提醒乘客列车到站的剩余时间。随后，2015年，马萨诸塞湾交通局为绿线的地下车站增加了倒计时显示。重型轨道地铁线显示剩余分钟，而绿线的倒计时系统显示列车与该站之间还剩多少站。

### 通勤铁路

通勤铁路线服务区域覆盖本州东部，约占整个州的三分之一

马萨诸塞湾交通局通勤铁路火车头停靠在波士顿南站，该车站是南部八条通勤线路的终点站

马萨诸塞湾交通局通勤铁路系统是一个区域铁路系统，从波士顿延伸至马萨诸塞州东部的郊区。系统由12条干线组成，其中由三条都有两条支线。铁路的铺设遵循辐条-枢纽分布规范，从波士顿向周围地区辐射开来。8条城际列车线终点站为波士顿南站，其中4条经过后湾站。剩余的4条城际线终点站为波士顿北站。波士顿的南站和北站之间没有铁路连接。通过大交汇口铁路移动非营运装备，并使其能够进入维护中心。曾有提议南北铁路连接工程，在大开掘项目的中央动脉下铺设隧道，在将两部分系统连接在一起。
马萨诸塞湾交通局为新英格兰爱国者队主场比赛或其他在吉列体育场开展的活动加开特殊班次，经由富兰克林线和普罗维登斯/斯托顿线到达福克斯波罗站。海角快线(英語：CapeFLYER)在夏季的周末在米德尔伯里/莱克维尔线轨道上行驶。美国国铁在四条铁路线上安排了城际铁路服务，他们分别是运行在弗雷明汉/伍斯特线上的湖畔特快（英語：Lake Shore Limited），运行在普罗维登斯/斯托顿线上的阿西乐特快（英語：Acela Express）和东北区域号列车（英語：Northeast Regional），经过洛厄尔线和黑弗里尔线的东行号特快（英語：Downeaster (train)）。由泛美南部、泛美铁路、CSX运输、普罗维登斯和伍斯特铁路和前河运输公司运行的货运列车也使用部分铁路网。
美国第一条通勤铁路线于1834年开始运营，那条铁路线正是现在的弗雷明汉/伍斯特线。接下来的几十年里，波士顿都是铁路网的中心，总共有8条干线和几十条支线连接到此。1900年，波士顿北方的铁路线由波缅铁路所有，西边的铁路线归纽约中央铁路拥有，南方的铁路线属于纽约，纽黑文和哈特福德铁路。大多数支线铁路和前旧殖民地铁路干线的客运服务于20世纪中期停止。1964年成立了MBTA以补贴分崩离析的郊区铁路运营，并着手将其中很多线路转化成快速运输系统的延长线。通勤系统第一条被统一的线路于1974年开始运营。这条线路被命名为“马萨诸塞湾交通局通勤铁路”并像其他的四条地铁线一样，用紫色标记。由于每日一班的边缘线路的关闭，整个客运系统都在逐渐缩小。直到1981年，客运系统重新开始扩展，新开通的通勤线替代了过去停运的四条铁路线，1979年开通的线路替代了费尔芒特线，1997年的线路替代了旧殖民地线,2007年的线路替代了格林布什线。除此以外，还有六条新的通勤铁路，分别是纽伯里波特/罗克波特线、黑弗里尔线、普罗维登斯/斯托顿线、菲奇堡线、 富兰克林线和弗雷明汉/伍斯特线。这些通勤铁路线的沿线，翻新并新建了大量的火车站。
对于通勤铁路，马萨诸塞湾交通局提出或规划了进一步的扩展。南部海岸线项目于2014年开始建设，建成后将延长普罗维登斯/斯托顿线的斯托顿支线。新的通勤线经过斯托顿市抵达汤顿，并从此分出两条支线，分别抵达南部海岸边的新贝德福德和福尔里弗。MBTA提出将普罗维登斯/斯托顿线延伸至罗德岛州的金斯顿，将米德尔伯里/莱克维尔线延伸至秃鹰湾站，将洛厄尔线延伸至新罕布什尔州。蓝山大道站、波士顿西站和塞勒姆南站均在筹划或建设中。
每条通勤铁路线最多有11各票价区，编号分别是1A和1至10。根据乘客乘坐通勤铁路穿过的区域数进行计费。部分火车站有售票柜台或者售票机可以购买车票，乘客也可以直接上车，在列车上向乘务员直接购买车票或者用手机应用购买。如果火车站有自动售票机但乘客上车用现金补票需要付额外的附加费用。车票价格在$2.25到$12.50之间，同时有多次乘坐或者月票可供选择。2016年，通勤系统每日平均旅客发送量为12万2600人，成为美国第四繁忙的通勤铁路系统。
马萨诸塞湾交通局通勤铁路也是美国首个提供免费车载Wi-Fi的通勤铁路系统，其所有车组都有提供Wifi的车辆。

### 渡轮
马萨诸塞湾交通局渡轮系统由波士顿港的几条渡轮线路组成。其中一条线路连接市中心的水滨区与查尔斯顿的波士顿海军造船厂。其他的线路为通勤线路，连接市中心与欣厄姆、赫尔和塞勒姆。部分通勤线路由洛根将军国际机场运营。

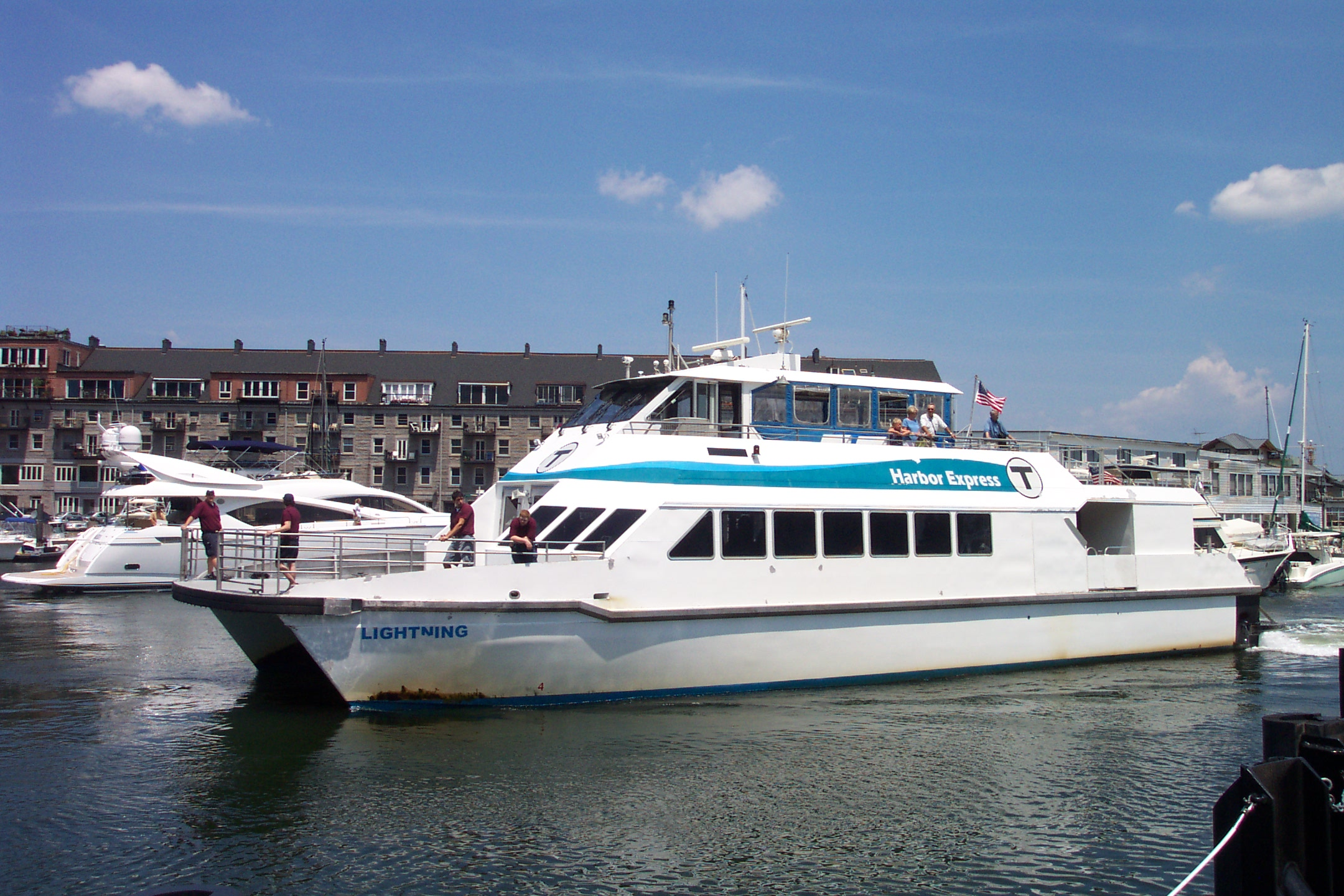
从昆西驶出的通勤渡轮正在波士顿长码头靠岸。（于2013年停运）

所有渡轮服务均由波士顿港游轮公司(BHC)运营，该公司为私营部门公司，但按照与MBTA签订的合同运营。2005财年，MBTA渡轮服务工作日平均发送旅客4650人，占MBTA总旅客发送量的0.41%。

### 辅助客运服务
马萨诸塞湾交通局的无障碍客运服务叫做The Ride，该服务旨在为出行困难的人群提供点到点接送服务，管理局将该服务的运行外包给私营企业。辅助客运服务工作日大概运送旅客5400人，占整个公共交通系统运载量的0.47%。承接无障碍服务的私营公司分别为：大林恩地区老年人服务中心(GLSS)、退伍军人运输公司和TTI/YCN合资公司。
2016年9月，马萨诸塞湾交通局宣布辅助客运的用户可以直接使用诸如Uber、Lyft这样的网约车服务。之前使用无障碍客运服务需要提前一天预定，并且每次花费$3.15，使用网约车服务的话可以随叫随到，乘客只需要付$2（车费超过$15的车程乘客需要支付更多费用）。使用网约车服务，马萨诸塞湾交通局只需为每次行程补贴$13，而之前的外包服务需要补贴$31。

### 自行车
不论是节假日还是工作日，在客流低峰期，乘客都可以将自行车带上马萨诸塞湾交通局的通勤火车，通勤轮渡和地铁。地铁绿线和红线的阿什蒙特－马塔潘高速线的车厢是不允许自行车上车的。公共汽车（包括BRT银线）的车头都有打在自行车的车架，在容量运行的情况下随时都可以将自行车固定在上面。马萨诸塞湾交通局宣布运营的公交车中,除了5%的是无轨电车，不能搭载自行车架，剩余的都已安装自行车搭载架。这些自行车架在雨雪天也有遮挡。
由于通道狭窄，人流密度大，公园街地铁站、市中心十字站和政府中心站禁止自行车进入。但是，紧凑的可折叠自行车在折叠收放后可以通过检票闸口或登陆所有马萨诸塞湾交通局的车辆。汽油动力的载具、自行车拖车和电动平衡车均被禁止登车。将自行车带上公共交通不需要任何特殊执照或者许可，但是骑手需要遵守通用规定，例如16岁以下的骑手需要一名家长或者法定监护人陪伴。马萨诸塞湾交通局官方网站上可以获取关于自行车架的使用方法及具体的规定。
除了自行车架，12个车站设有专门的自行车停靠点，这些停靠点不仅全封闭设有门禁，还安装了监视器防盗。要使用这些停车点，乘客需要一张个人查理卡。在网站上填写自己的邮箱地址和查理卡上的序列号后皆可进入。使用自行车停车点不需要任何费用。

### 停车场
截至2014年，马萨诸塞湾交通局有多达103处停车换乘设施，总共客容量5万5千辆机动车，是新英格兰地区最大的付费停车空间管理者。车站的停车位由几十到2500个车位不等。最大的停车场和车库通常在主要高速公路的出口，通常早高峰就会停满。南部通勤铁路沿线车站共有2万2000个车位，北部的通勤铁路沿线车站设有9400个车位。地铁站共设有1万4600个车位。停车费通常为4到7美元一天，部分车站的停车场允许隔夜停车，最多允许连续停7天。
并不是所有停车场都是MBTA直接管理，部分停车场由私人公司管理。2012年，停车场被外包给LAZ停车公司，但是2017年，马萨诸塞湾交通局发现LAZ公司员工瞒报收益，随即停止了合约，LAZ停车公司为此赔付550万美元和解。随后，停车运营被外包给田纳西共和停车系统，合约中包含了更强的绩效奖励和反欺诈惩罚。
马萨诸塞湾交通局持有并运营的停车场，如果装有"honor boxes"自助收费箱，乘客可以在网上或者用手机支付停车费。 2014年2月之前，手机支付使用ParkMobile （页面存档备份，存于）应用程序，之后换成PayByPhone应用。停车场同时提供整月停车许可，整月停车可以享受一定折扣。关于站点的停车信息、停车费、剩余车位等详情可查询其官方网站。 
马萨诸塞湾交通局出台了针对旗下停车场内电动车充电站的政策，但是截至2014年并没有任何站点有相关配套设施。
马萨诸塞湾交通局与那些对通勤做出贡献的公司签订了一系列合约。Zipcar就是其中一个。马萨诸塞湾交通局在部分站点的停车场中为Zipcar提供了一定数量的专用停车位

### 运营时间
尽管波士顿大部分酒吧和夜总会营业到2点，马萨诸塞湾交通局通常每天1点就结束运营。正如世界上大多数地铁系统一样，马萨诸塞湾交通局的地铁没有平行轨道提供本地线和快速线同时运行，所以系统通常选择在夜间停运后对铁轨进行维护。马萨诸塞湾交通局发言人曾说“这个109岁的老系统，需要每天晚上派人”维护。MBTA与2001年至2005间提供被称作“夜猫子 ”的服务，在夜间使用公交车替代地铁继续运行，但是由于乘客人数过少，每名乘客需要花费$7.53才能使服务继续运行。这个票价是普通公交票价的五倍，服务最终被取消。
调整后的“夜猫子”服务于2014年春季实验性重开，双休日所有地铁线、15条热门公交线和无障碍客运服务延长服务至3点。2014年3月28日，马萨诸塞湾交通局开始为期一年的午夜服务试运行，根据夜间乘客人数和可能的赞助决定线路是否继续开启。 截至2014年8月，午夜服务运营平稳，乘客人数比之前失败的实验多很多，实验期随后延长一年，但是午夜服务的存留依旧未知。马萨诸塞湾交通局通勤铁路并不包含在午夜服务范围内。2016年初，由于资金不足，马萨诸塞湾交通局决定取消午夜服务，午夜班车服务截止于2016年3月19日。

## 旅客发送量
2013财年，整个马萨诸塞湾交通局系统工作日旅客发送量为129万7650人次。马萨诸塞湾交通局的地铁线(红线、绿线、橙线和蓝线)发送量占系统总发送量的59%，公交车占比30%，通勤铁路占比10%。马萨诸塞湾交通局的渡轮和无障碍客运系统占总发送量的1%。
旅客发送量随年份稳定增长。于2010年相比，2013年系统旅客发送量新增4.6%，系统每日旅客新增5万7000人。
|                             | 2004      | 2007      | 2010      | 2013      | +/-     |
| 地铁                        |           |           |           |           |         |
| --------------------------- | --------- | --------- | --------- | --------- | ------- |
| 红线                        | 210,500   | 226,417   | 241,603   | 272,684   | +29.5%  |
| 绿线                        | 212,550   | 237,410   | 236,096   | 227,645   | +7.1%   |
| 橙线                        | 154,350   | 216,183   | 184,961   | 203,406   | +31.8%  |
| 蓝线                        | 55,600    | 50,515    | 57,273    | 63,225    | +13.7%  |
| 通勤铁路                    |           |           |           |           |         |
| 波士顿通勤铁路              | 143,092   | 140,825   | 132,720   | 129,075   | -9.8%   |
| 公交车及电车                |           |           |           |           |         |
| 公交车及电车 (包括银线)     | 382,600   | 355,588   | 374,040   | 387,815   | +1.4%   |
| 银线                        | 14,100    | 25,715    | 30,026    | 29,839    | +111.6% |
| 渡轮                        |           |           |           |           |         |
| 马萨诸塞湾交通局渡轮        | 4,674     | 4,900     | 4,372     | 4,464     | -4.5%   |
| 无障碍客运服务 及外包公交车 |           |           |           |           |         |
| 无障碍客运服务              | 8,740     | 9,823     | 9,376     | 9,336     | +6.8%   |
| 总数                        | 1,172,106 | 1,241,631 | 1,240,441 | 1,327,489 | +10.7%  |

|     | 车站                  | 旅客   | 线路                                                                          |
| --- | --------------------- | ------ | ----------------------------------------------------------------------------- |
| 1.  | 波士顿南站            | 25,100 | 红线、银线、波士顿通勤铁路                                                    |
| 2.  | 市中心十字站          | 23,500 | 红线、橙线、银线                                                              |
| 3.  | 哈佛大学站            | 23,200 | 红线                                                                          |
| 4.  | 公园街站              | 19,700 | 红线、绿线、橙线、银线 注：使用公园街站至市中心十字站的走廊可以换乘橙线和银线 |
| 5.  | 后湾站                | 18,100 | 橙线、波士顿通勤铁路                                                          |
| 6.  | 波士顿北站            | 17,100 | 橙线、绿线、波士顿通勤铁路                                                    |
| 7.  | 中央广场站            | 16,500 | 红线                                                                          |
| 8.  | 肯德尔/麻省理工学院站 | 15,400 | 红线                                                                          |
| 9.  | 森林山站              | 15,200 | 橙线、波士顿通勤铁路                                                          |
| 10. | 科普利站              | 14,000 | 绿线                                                                          |

## 资金

### 车票及售票机

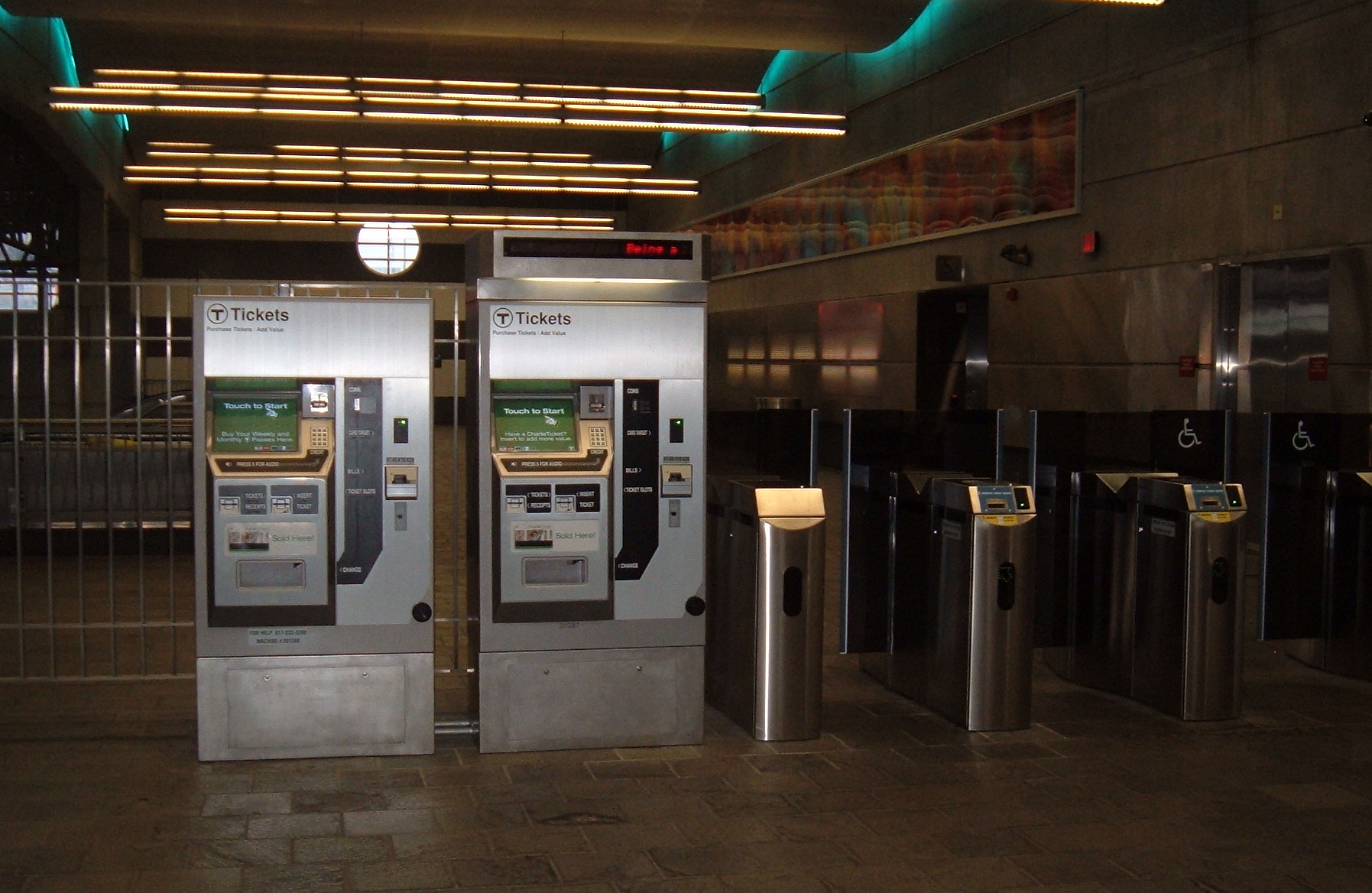
波士顿快捷公交银线世贸中心站 (波士顿快捷公交)的自动售票机和检票口。

马萨诸塞湾交通局不同服务的票价系统各不相同。地铁和公交系统可以使用电子公交卡查理卡，但是通勤铁路、渡轮和无障碍客运系统并不能使用查理卡。乘坐地铁或公交车的乘客在地铁站检票口检票或者在车头的售票箱检票。通勤铁路和渡轮上由马萨诸塞湾交通局的工作人员人工检票。
80年代以来，马萨诸塞湾交通局有各类月票折扣，鼓励乘客使用公共交通。一日通和一周通票一般来说是为游客准备的，可以在一定时间内无限乘坐公交车、地铁和海港渡轮。
马萨诸塞湾交通局根据通货膨胀的定期调整车票价格，以保证整个系统的运行。2012年7月，马萨诸塞湾交通局大幅提高票价引起民众愤怒，引发“占领马萨诸塞湾交通局”抗议活动。随后2013年颁布的交通资金法限制马萨诸塞湾交通局每两年最多提高7%的票价。2014年7月1日，马萨诸塞湾交通局将票价提高5%。

#### 地铁及公共汽车
截至2016年7月1日，所有地铁（包括绿线、蓝线、橙线、红线和海滨区的银线）使用查理卡（CharlieCard）时票价为$2.25，使用查理票（CharlieTicket）或者现金时票价为$2.75。地区公交车和无轨电车（包括华盛顿大街段的银线）使用查理卡时票价为$1.70，其余方法票价为$2.00。所有地铁间换乘免费。持有查理卡的乘客从地铁换乘公交车时为免费，从公交车换乘地铁时只需补差价。查理票用户可以在公交车之间免费换乘，但是不能用在地铁和公交车之间换乘。当然，在波士顿南站地铁和银线之间可以免费换乘。只有公交车、绿线的地表路段和阿什蒙特－马塔潘高速线上可以用现金购买车票，但是由于现金买票减缓登车速度，会收取更高票价。

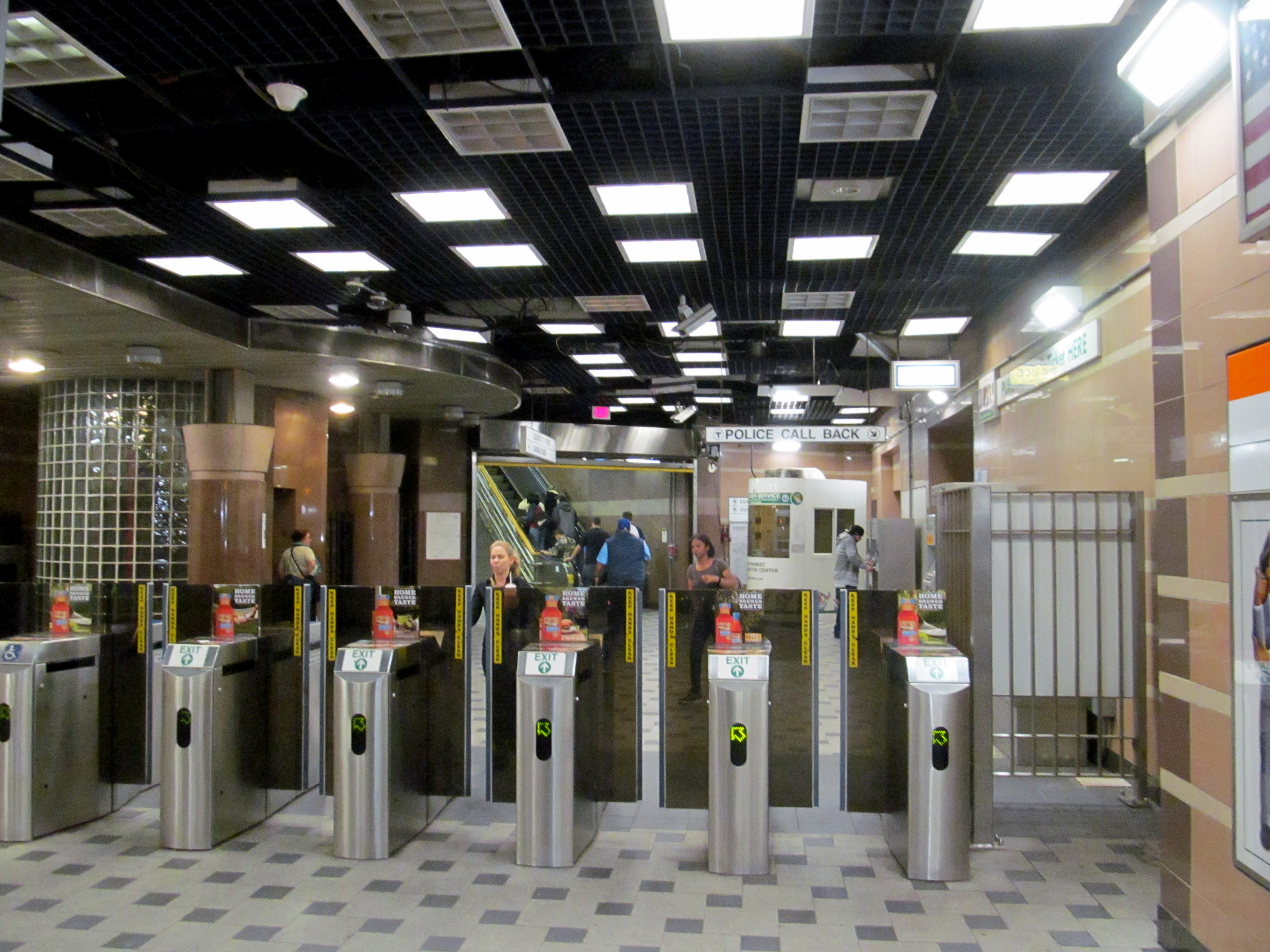
干草市场站内的检票口

地铁线路范围外，马萨诸塞湾交通局提供了“入城快线”和“出城快线”公交连接至郊区。入城快线单程使用查理卡时票价为$3.65，其他方式则为$4.75。出城快线单程使用查理卡时票价为$5.25，其他方式则为$6.80。使用查理卡时，可以免费换乘地铁或者本地公交车，使用查理票时只能免费换乘本地公交。
马萨诸塞湾交通局的地铁站中由自动售票机，在自动售票机中可以购买查理票。查理卡不能从售票机中获得，但是可以询问站内的客户服务中心免费获取。市中心十字站的查理卡商店也可以直接获得查理卡。免费获得的查理卡内并未储值，需要在MBTA的售票机中充值后才可使用。
整个票务系统包括站内和车载售票机，由德国谢伊特和巴赫曼研发提供。查理卡系统由金雅拓开发，后来由Giesecke & Devrient提供。2006年，马萨诸塞湾交通局将这个在波士顿使用了将近一个世纪的金属代币系统替换成了电子票务系统。
2007年以前，地铁票价并不统一，乘客从绿线地表站点上车乘坐出城方向列车并不收费，绿线D支线和红线的布伦特里支线会被收取双倍费用。2007年7月1日的票价调整时，马萨诸塞湾交通局修正了票价上的不统一

#### 地铁及公共汽车历史票价
| 日期            | 地铁  | 地铁   | 公交车 | 公交车 | Ref.    |
| --------------- | ----- | ------ | ------ | ------ | ------- |
|                 | 现金  | 查理卡 | 现金   | 查理卡 |         |
| 1964年          | $0.20 | 不适用 | $0.10  | 不适用 | [ 98 ]  |
| 1968年          | $0.25 | 不适用 | $0.20  | 不适用 | [ 98 ]  |
| 1975年9月       | $0.25 | 不适用 | $0.25  | 不适用 | [ 98 ]  |
| 1980年6月       | $0.50 | 不适用 | $0.25  | 不适用 | [ 98 ]  |
| 1981年8月       | $0.75 | 不适用 | $0.50  | 不适用 | [ 98 ]  |
| 1982年5月       | $0.60 | 不适用 | $0.50  | 不适用 | [ 98 ]  |
| 1989年5月       | $0.75 | 不适用 | $0.50  | 不适用 | [ 99 ]  |
| 1991年10月      | $0.85 | 不适用 | $0.60  | 不适用 | [ 100 ] |
| 2000年9月       | $1.00 | 不适用 | $0.75  | 不适用 | [ 101 ] |
| 2004年1月       | $1.25 | 不适用 | $0.90  | 不适用 | [ 101 ] |
| 2007年1月       | $2.00 | $1.70  | $1.50  | $1.25  | [ 102 ] |
| 2012年7月       | $2.50 | $2.00  | $2.00  | $1.50  | [ 103 ] |
| 2014年7月       | $2.65 | $2.10  | $2.10  | $1.60  | [ 104 ] |
| 2016年7月       | $2.75 | $2.25  | $2.00  | $1.70  | [ 105 ] |
| 2019年7月(提议) | $2.90 | $2.40  | $2.00  | $1.80  | [ 106 ] |

#### 通勤铁路

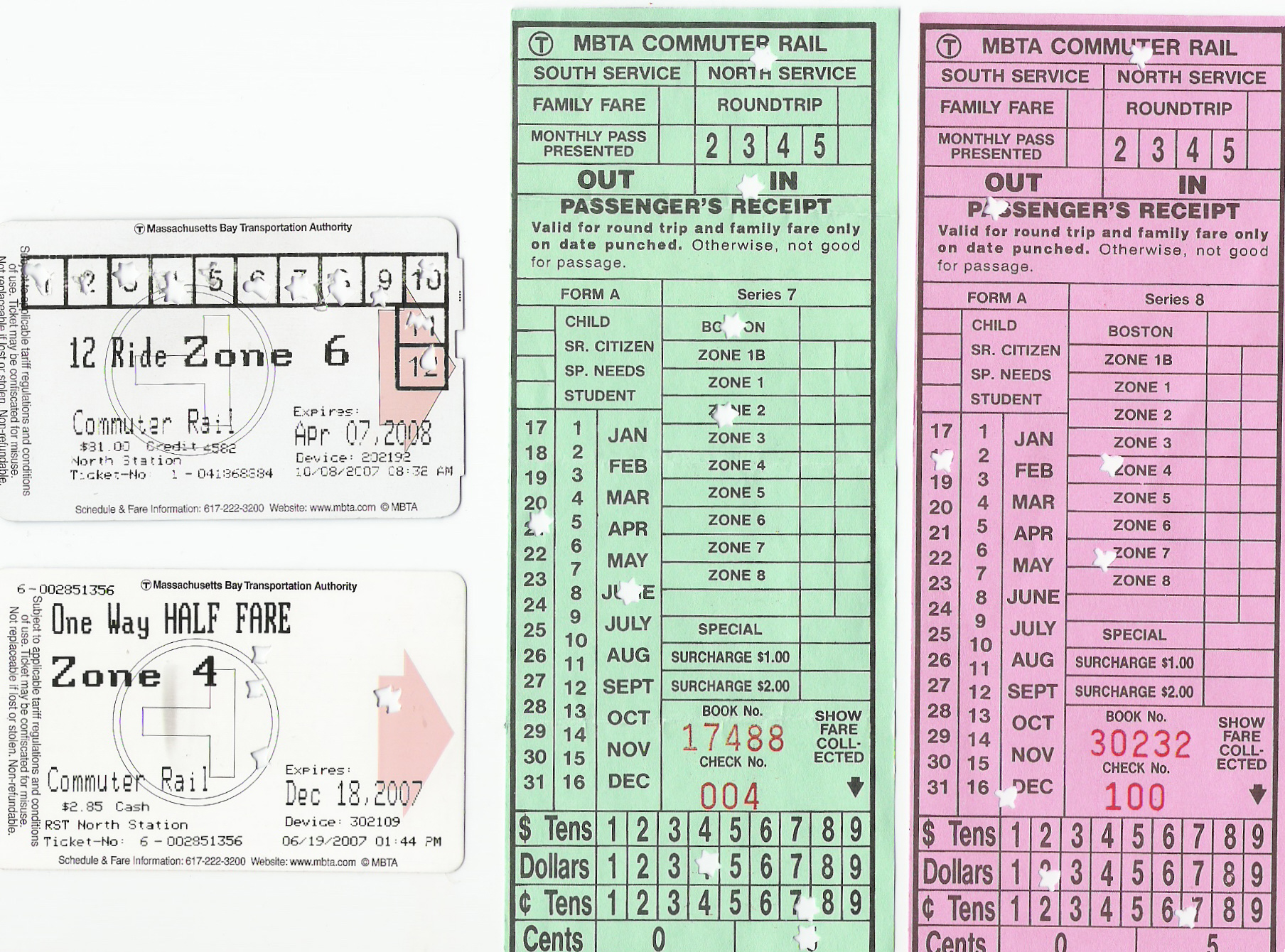
通勤铁路车票及乘务员售票收据

通勤铁路使用阶梯票价系统，根据离市中心距离的远近，票价逐渐增加。1A区域内有波士顿南站、后湾站、绝大部分的费尔芒特线和8个其他车站，在这个区间内乘车只需花费$2.10，跟使用查理卡乘坐地铁的票价相同。区域1离波士顿市中心大约5-10分钟车程，票价为$5.75，区域10大概要坐一小时，票价为$14.50。马萨诸塞州的所有车站最远不超过区域8，只有罗德岛州的两站分别为在区域9和10。
为鼓励市民使用通勤铁路,不每天开车上下班，区间1到10之间的旅程车票会有一定优惠。所有的月票均包含无限乘坐波士顿地铁及公交车，有些郊区通勤月票也包含郊区快线公交和渡轮。如若车站有售票机，乘客还选择上车补票，则会被收取$3.00的人工费。

#### 马萨诸塞湾交通局渡轮
海港渡轮船票为$3.25,在通勤铁路月票里被视作1A区域内。赫尔和欣厄姆开往波士顿的船票为$8.50，开往洛根将军国际机场的船票为$13.75。

#### 无障碍客运服务
马萨诸塞湾交通局的无障碍客运服务The Ride拥有相对独立特殊的票务系统，使用者需要拥有特殊账号用以支付乘车费用。现有公交、地铁服务覆盖范围向外延伸0.75英里（1.21）的距离内，单次基础旅程车费为$3.00并且需要提前预约。当天临时预定或远距离旅程为$5.00。

#### 票价优惠
65岁以上老年人或残疾人可以办理带有照片的查理卡，该查理卡也被叫做“老年证”(Senior ID)或“残障交通通行证”。持有该卡的乘客可以以优惠价格乘坐公共交通或办理月票。截至2018年4月26日，该卡地铁单次票价为$1.10，公共汽车车票为$0.85。持有该卡乘客乘坐通勤铁路可以享受半价优惠。盲人持有“盲人卡”可以免费乘坐所有马萨诸塞湾公共交通，包括城际快速公交和通勤铁路。
12岁及以下儿童在成人的陪伴下免费，每位成年人最多带两名儿童免费乘车。军人、公务员和部分政府官员持有有效证件或穿着工作制服时可免票。
中学及高中生享受前述折扣福利。学生需要持有学校办理的“学生查理卡”，该卡有效期为一年，每年的8月31日失效。从开学第一天开始至第二年的6月31日，学生可以以优惠价格$30购买无限乘坐地铁和公交的月票。7月1日至8月31日，学生只能在卡内储值乘坐
大学生部享受学生折扣，但是部分学校有提供“学期通行证”服务，可以用优惠价格购买整学期的无限地铁和公交季票。
2017年，马萨诸塞湾交通局为25周岁以下住在部分城市的低收入人群新增了一种“青年通行证”。

### 预算
| 营收来源           | 营收 (2014财年预算) |
| ------------------ | ------------------- |
| 州销售税           | $7.99亿             |
| 票务               | $5.69亿             |
| 市政评估           | $1.57亿             |
| 停车场             | $1570万             |
| 房地产             | $1540万             |
| 广告               | $1420万             |
| 联邦政府           | $1200万             |
| 其他               | $1.6亿              |
| 利息               | $150万              |
| 租户的公用事业报销 | $170万              |
| 总计               | $17.5亿             |

自2000年“远期融资”改革以来，马萨诸塞湾交通局的资金主要来自16％的州销售税（餐饮税除外）。州销售税为6.25%，因此相当于麻州非餐饮消费的1%被用于支持公共交通。除此以外，车票和周围城镇的市政评估也是其财政收入的重要来源。停车场、车站内外的商位租金、公用事业公司使用费、广告等也补贴开销。
2014财年预算为$14.22亿，其中4.438亿偿还贷款或者租赁服务。
资本投资计划是一项负责计划资本支出的5年计划。起草的2009财年至2014财计划年将$37.95亿资金拨款到项目各处。其中包括了清洁空气法案的$8.79亿和$2.99亿的2009年美國復蘇與再投資法案专项资金。 资本项目由联邦拨款，从马萨诸塞州联邦总体预算（用于法律承诺和扩展项目）和马萨诸塞湾交通局债券（通过运营预算支付）分配出来。
2010财年州销售税从5%上调至6.25%，为马萨诸塞湾交通局带来1.6亿美元的补助，以避免延期偿还债务，进而减小对公共交通服务的影响。

### 在建工程和未来规划

#### 蓝线
交通局计划将地铁蓝线向北延伸至林恩并提出了两种不同的延伸线路。第一种方案将沿着现有的纽伯里波特/罗克波特通勤铁路线，穿过海滩向北延伸。另一方案将沿着波士顿、里维尔海滩和林恩铁路延伸。
除此以外，马萨诸塞湾交通局致力于将地铁蓝线的南端延伸至查尔斯／麻省总医院站。新增的换乘站可与红线换乘。为舒缓交通，麻薩諸塞州批准了大开掘项目，其中就包括红蓝线无缝换乘。

#### 绿线

波士顿地铁绿线延长线地图。

为减轻大开掘项目带来的汽车尾气排放，并解决保护法基金会的诉讼，马萨诸塞州州政府批准了绿线延长线项目。延长线重建莱希米尔站，并向北延伸至萨默维尔的联合广场和梅德福的大学大道。研究表明，该延长线预计日均乘客为8420人。2015年由于开销超过30亿元，项目被叫停。随后MBTA对项目进行调整并于2018年6月重新动工，预计2021年底正式投入运营。
马萨诸塞湾交通局有考虑恢复E支线希思街站至森林山站段的服务，但最后还是被否决了。州交通运输办公室承诺将考虑采取其他措施来改善安博维走廊地区的交通状况。

#### 银线

银线3号线切尔西地区路线图

2018年，马萨诸塞湾交通局和马萨诸塞州交通部合作开通了开往切尔西的银线3号线，途径东波士顿和蓝线地铁站机场站。切尔西的东部大道、博克斯区、切尔西市中心和密斯提克商场分别兴建了四座银线车站。终点站的切尔西通勤铁路站扩建成为换乘站。新的银线3号线于2018年4月21日正式投入运营。
银线规划三阶段计划建设连接博伊尔斯顿站和波士顿南站的地下巴士隧道。初期规划将在查尔斯街和特莱蒙街之间打通一条一英里长的隧道。截至2014年，由于资金不足，缺少周边社区的支持，规划三阶段的隧道部分被无限期搁置。

#### 通勤铁路
普罗维登斯/斯托顿线预计延伸至福尔里弗和新贝德福德.但评论家质疑这样的延伸计划并没有多少经济效益。 
长达20-英里（32-）的普罗维登斯/斯托顿线延长线穿过普罗维登斯市区，到达罗德岛州西奥多·弗朗西斯·格林机场和威克福德路口站。该延长线于2012年开通运营。罗德岛交通部正在对现有的美铁金斯敦站和韦斯特利站进行进一步研究，探索在克兰斯顿、东格林尼治和西戴维斯维尔建设新车站的可行性。联邦财政已拨款支持波塔基特车站的初期建设。
2009年9月，麻州联邦政府与CSX運輸公司达成协议，以1亿美元购买CSX公司弗雷明翰至伍斯特的铁轨及部分其它部分铁路来改善弗雷明汉/伍斯特线服务。关于铁路的责任问题也于协议中解决。在此基础上，MBTA还对菲奇堡线进行升级改造工程，为轨道安装机车信号并在阿克顿附近增设一条长达7-英里（11-）的平行轨道，预计2015年完工。菲奇堡至波士顿的旅途将会缩短至一小时。 
新罕布什尔州2007年成立了新罕布什尔州轨道交通管理局，并拨款在纳舒厄和曼徹斯特兴建火车站台。老鹰论坛报的文章指出，马萨诸塞州正与多方磋商，希望购置配套设施将黑弗里尔线延伸至普拉斯托。
马萨诸塞州联邦政府与2005年通过法案，为缓解由大开掘工程带来的尾气排放，同意改进费尔芒特线。在线路沿途新设填充车站，预计与2011年12月31日前完工。工程造价预计为7940万美元， 2014年，MBTA宣布为费尔芒特线购置柴油动车组并最终将5条其他线的机车更新。
波士顿南站和北站之间并没有铁路直接相连，将通勤铁路分成南北两片。MBTA提出南北铁路连接工程方案，将两块通勤铁路系统连接在一起，方便过境服务。仍然由于工程造价过高，在与美国运输部沟通之后，马萨诸塞州决定撤回2006年的资助。直到今日，项目支持者依旧坚持打通波士顿南北站是一个优秀的项目，即便是造价高昂，仍能对整个铁路系统带来改善。

## 管理及行政
2015年，麻州州长查利·贝克签署法令，为MBTA成立董事会掌管其财政。财政和管理控制委员会于2015年7月开始召开会议，负责稳定机构财务。委员会直接向马萨诸塞州交通部长斯蒂芬妮·波拉克报告。董事会五名成员中有三名来自马萨诸塞州交通部。马萨诸塞州交通局局长不仅是州长内阁，还领导麻州交通部的执行管理团队。MBTA总经理管理执行管理团队，同时也是麻州交通部铁路和运输管理，负责监督该州的所有公共交通。
马萨诸塞湾交通局顾问委员会代表服务的各城镇。 截至2008财年，市政评估每年为MBTA筹集1.43亿美元。作为回报，顾问委员会在MBTA的运营和财政预算等问题上由否决权。

## 批评

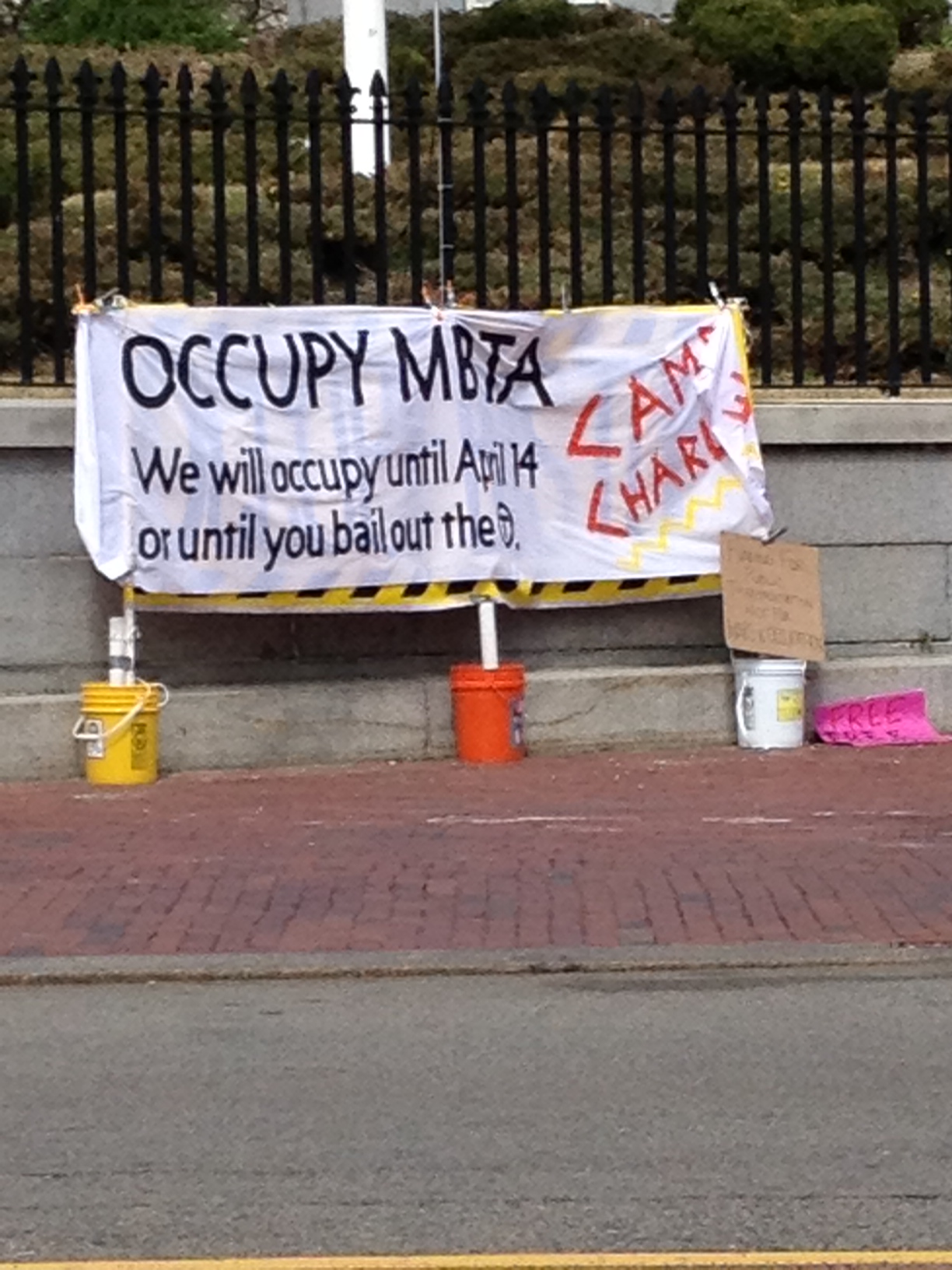
马萨诸塞州议会大厦外“占领马萨诸塞湾交通局”的抗议横幅。

### 票价及财务问题
2009年与马萨诸塞州交通部(MassDOT)重组之前，马萨诸塞湾交通局已经持有80亿美元债券。为偿还债券，马萨诸塞湾交通局大幅提高了票价。2012年7月1日，马萨诸塞湾交通局关停多项服务并大幅上调票价。2016年7月1日并再次上调票价。

### 铁轨与公交车的抉择
20世纪80年代，在橙线重建时，为节省土地收购及建设开支，马萨诸塞湾交通局放弃了老化的高架铁路结构，改为现有的路面轨道。副作用是使地铁远离了埃弗里特、切尔西和罗克斯伯里等低收入社区。这些社区的人们汽车保有量低，更多依赖于公共交通。地铁经过莫尔登、梅德福 和牙买加平原，这些社区的汽车保有量更高，对公共交通的依赖更小。
为对其进行弥补，马萨诸塞湾交通局购置可分离的多节客车并设置了新的公交线路和巴士快速交通系统(BRT)。巴士快速交通系统被命名为银线。尽管是基于公交车的快速服务，但仍被分类为高运量捷运系统。银线的设立广受批评，其中最突出的是它与普通路面交通混合运行，受限于街道口的红绿灯和并会被車禍严重影响，批评家给银线起了“银色骗局”的绰号。经过运输与发展政策研究所(ITDP)的评级，银线被分类为“非BRT”类公共交通。:7,45

### 径向拓展与城市环
波士顿地区的公共交通倡导者长期以来一直抱怨波士顿的公共交通设计不合理。乘客要想从一条径向轨道交通前往其他地方时，都要先坐进城地铁到市中心换乘站，换乘其它地铁线出城。部分径向线路，尤其是绿线轻轨过于拥挤，服务既缓慢，又不可靠，上下班高峰时期担心“挤压负荷”运力不足。为缓解绿线负担，马萨诸塞湾交通局设立了多条穿城公交线路，例如公交1路、66路、CT1、CT2和CT3路。这些穿城公交线路只能一定程度上缓解绿线的运力不足，但任然运行缓慢，不准点，高峰期还会出现公交车堆叠在一起的问题。
为解决问题，马萨诸塞湾交通局提出了城市环项目，该项目为波士顿径向公共交通增加环状连接，使整个公共交通服务更快捷、更可靠。早在1972年的波士顿运输规划审查中就提出了对该问题的分析，2000年的规划阶段中对该问题进行了进一步的论证，但由于缺少资金支持，项目只能部分实施。華盛頓地鐵系统也有相似的问题，华盛顿哥伦比亚特区同侧的不同郊区之间都需要乘车至市中心换乘其他线路到达。芝加哥的通勤铁路和芝加哥交通管理局系统的所有线路都通向中央商业区，也造成了一定困扰。

## 流行文化
1951年，美国宇航员阿明·约瑟夫·道奇的短篇科幻小说《莫比乌斯地铁》带来了地铁系统的蓬勃发展。小说讲述了波士顿地铁列车偶然间迷失在形似拓扑学中莫比乌斯带的四维空间中变成“幻影”的故事。:432001年，半世纪之后的世界科幻大会上，小说获得雨果奖最佳短篇小说奖。
1959年，民谣歌手金斯顿三重奏创作的讽刺歌曲《M.T.A.》成为热门单曲，这首歌也被称作《MTA上的查理》。歌曲讲述了一个叫做查理的乘客，由于出站费刚涨到5分钱而无法支付，被困在地铁站里的荒诞的故事。直到2006年，歌曲一直广为人知，马萨诸塞湾交通局在将票务系统更新为电子乘车卡时，因为这首歌将车卡命名为“查理卡”和“查理票”。

## 拓展阅读
- D’Alessandro, David; Romary, Paul D.; Scannell, Lisa; Woliner, Bryan, , November 1, 2009  [2019-02-20], （原始内容存档于2021-03-01）
- Lupo, Alan; Colcord, Frank; Fowler, Edmund P. . Boston: Little, Brown. 1971. OCLC 205065.
- Van Hattem, Matt. . Trains Magazine. July 5, 2006  [April 10, 2015]. （原始内容存档于2020-09-19）.
- . The Boston Globe. 2009  [2019-02-20]. （原始内容存档于2016-03-03）.